# ابراهیم
ابراهیم (عبری: אַבְרָהָם‎)، با نام اصلی ابرام، از شخصیت‌های سفر پیدایش در تنخ و اولین شه‌پدر بنی اسرائیل است. ادیان ابراهیمی، شامل یهودیت، مسیحیت، اسلام و بهائیت، او را نیای دین خود محسوب می‌کنند. پژوهشگران معاصر با رویکرد تاریخی انتقادی ابراهیم را شخصیتی افسانه‌ای می‌دانند که با هدف مشروعیت‌بخشی به ادعای بنی اسرائیل بر سرزمینشان ایجاد شده است.
مطابق روایت تنخ، مجموعه متون مقدس یهودیان، ابراهیم در اور متولد شد. او پسر تارح بود و با خواهر ناتنی خود ساره ازدواج کرد. بعد از اینکه خدا به او وعده ارض موعود و فرزنددار شدن را داد، به همراه ساره و برادرزاده‌اش لوط به کنعان مهاجرت کرد. در ادامه، به دلیل قحطی، راهی مصر شد. آنجا از ترس اینکه مصریان برای تصاحب ساره او را بکشند، وی را خواهر خودش معرفی کرد. در نتیجه، ساره را به حرم‌سرای فرعون بردند و بابتش ثروت زیادی به ابراهیم بخشیدند، اما نهایتاً الوهیم باعث شد ساره را به او بازگردانند. بعد از این اتفاقات، ابراهیم به کنعان بازگشت. آنجا بر سر چراگاه با لوط دچار اختلاف شد و لوط قبیله آن‌ها را ترک کرد و راهی سدوم شد. در ادامه روایت، سدوم توسط پادشاهان شرقی تصرف شد، اما ابراهیم با سپاه خود به آنجا تاخت؛ او لوط را آزاد کرد و غنائم زیادی به چنگ آورد.
چون ۱۰ سال از وعده الوهیم گذشته بود و ابراهیم هنوز بچه‌دار نشده بود، ساره کنیز مصری خود هاجر را به او بخشید و هاجر فرزندی به دنیا آورد که او را اسماعیل نامیدند. ۱۳ سال بعد، الوهیم نام ابرام و سارای را به ابراهیم و ساره تغییر داد. سپس ابراهیم و الوهیم عهد کردند که ابراهیم و همه نوادگان ذکورش ختنه شوند تا نشانه عهدشان باشد. بعد از این اتفاق، الوهیم به همراه دو پیام‌آور دیگر به مهمانی ابراهیم رفت و خبر حاملگی ساره را به او داد. در ادامه خدا به ابراهیم گفت که قصد دارد سدوم را نابود کند، اما ابراهیم از وی خواست نظرش را تغییر دهد که خدا نپذیرفت. ابراهیم و ساره سپس به جرار سفر کردند که ابراهیم باز هم از ترس جانش ساره را خواهر خود معرفی کرد؛ نتیجتاً، ابیملک ساره را به زنی گرفت اما وقتی خدا به او وحی کرد که به ساره نزدیک نشود، وی را آزاد کرد. مدتی بعد اسحاق متولد شد که هاجر و اسماعیل را از خانه بیرون کردند، تا او تنها وارث ابراهیم باشد. چند سال بعد، خدا به ابراهیم دستور داد اسحاق را قربانی کند اما در آخرین لحظه فرشته‌ای مانع او شد. ابراهیم نهایتاً در ۱۷۵ سالگی درگذشت.
هیچ منبع باستانی غیر از تنخ به ابراهیم و افراد مرتبط با او اشاره نکرده و باستان‌شناسان نیز موفق نشده‌اند اثری از او بیابند. به نظر پژوهشگران، سرگذشت ابراهیم از ترکیب داستان‌های عامیانه کوتاه و جداگانه به وجود آمده و برخی از این داستان‌ها یادآور اعمال پادشاهان اسرائیل نظیر داوود هستند. ظاهراً نویسندگان بخش‌های قدیمی‌تر تنخ با داستان‌های زندگی او آشنایی نداشته‌اند. ابراهیم احتمالاً در آغاز خدایی اجدادی بوده که در غار مخپلا یا حبرون پرستیده می‌شده و داستان‌هایش ارتباطی با اسحاق و یعقوب نداشتند اما در طول زمان با آن‌ها ترکیب شدند.
به ابراهیم و سرگذشت او در قرآن نیز اشاره‌هایی شده و روایت قرآنی تفاوت‌هایی اساسی با آنچه در تنخ موجود است، دارد. قرآن برخلاف تنخ به زندگی وی پیش از مهاجرت بسیار پرداخته است. او را اولین مسلمان، سازنده کعبه و تبلیغ‌کننده پرستش خدای یگانه معرفی کرده است. مناظرات و مباحثات وی در معرفی و تبلیغ توحید و احتجاجاتش علیه شرک به تفصیل بیان شده است. همچنین نام پسری که به قربانگاه برده شده در قرآن موجود نیست. میان حضور ابراهیم در سوره‌های مکی و مدنی تفاوت‌هایی دیده می‌شود و جایگاهش در سوره‌های مدنی بالاتر رفته است. به نظر پژوهشگران تاریخ ادیان بیشتر داستان‌های قرآنی دربارهٔ ابراهیم ریشه در تلمود دارد. قرآن همچنین پدرش را برخلاف تنخ، آزر نامیده شده است.

## نام
ابراهیم در آغاز با نام «ابرام» (אַבְרָם‎) در تنخ معرفی می‌شود. معنای دقیق این نام را نمی‌توان به روشنی مشخص کرد اما بخش اول (اب) بی‌تردید به معنای «پدر» است که علاوه بر عبری، در زبان‌های سامی دیگر نیز به همین معنا کاربرد داشته است. بخش دوم (رام) می‌تواند ریشه در رعمو (دوست داشتن) در زبان اکدی یا rwm (با تلفظ نامشخص؛ به معنای والا بودن) در زبان‌های سامی غربی داشته باشد. بدین ترتیب، این نام به نژاده‌بودن شخص به دلیل جایگاه بالای پدرش اشاره دارد. معانی احتمالی دیگر «پدر والا است»، «او پدر را دوست داشت» یا «پدر دوست دارد» هستند که البته به اندازه فرضیه اول قابل اتکا نیستند. هیچ معادل قطعی برای این نام خارج از تنخ یافت نشده اما A-ba-am-ra-ma در کتیبه‌های اکدی قرن ۱۹ قبل از میلاد و A-bi-ra-mì در متون اوگاریتی بدان شبیه هستند. «ابراهیم» (אַבְרָהָם‎) به احتمال زیاد تلفظ دیگری از «ابرام» است و وجه تسمیه آن که در تورات ذکر شده («پدر [ملت‌های] کثیر»)، برداشتی عامیانه است. نویسنده این قسمت از تنخ به صورت خلاقانه‌ای نام جدید را به دو کلمه عبری «اب» (پدر) و «همون» (پرشمار) ربط داده است. مطابق فرضیه‌ای دیگر، بخش دوم «ابراهیم» (راهیم) معادل عبری لغت عربی «رُهام» (پرتعداد) است. در زبان عربی قدیمی‌ترین منابعی که این نام را به صورت «ابراهیم» به کار برده‌اند اشعار امیه بن ابی صلت و قرآن هستند.

## روایت کتاب مقدس

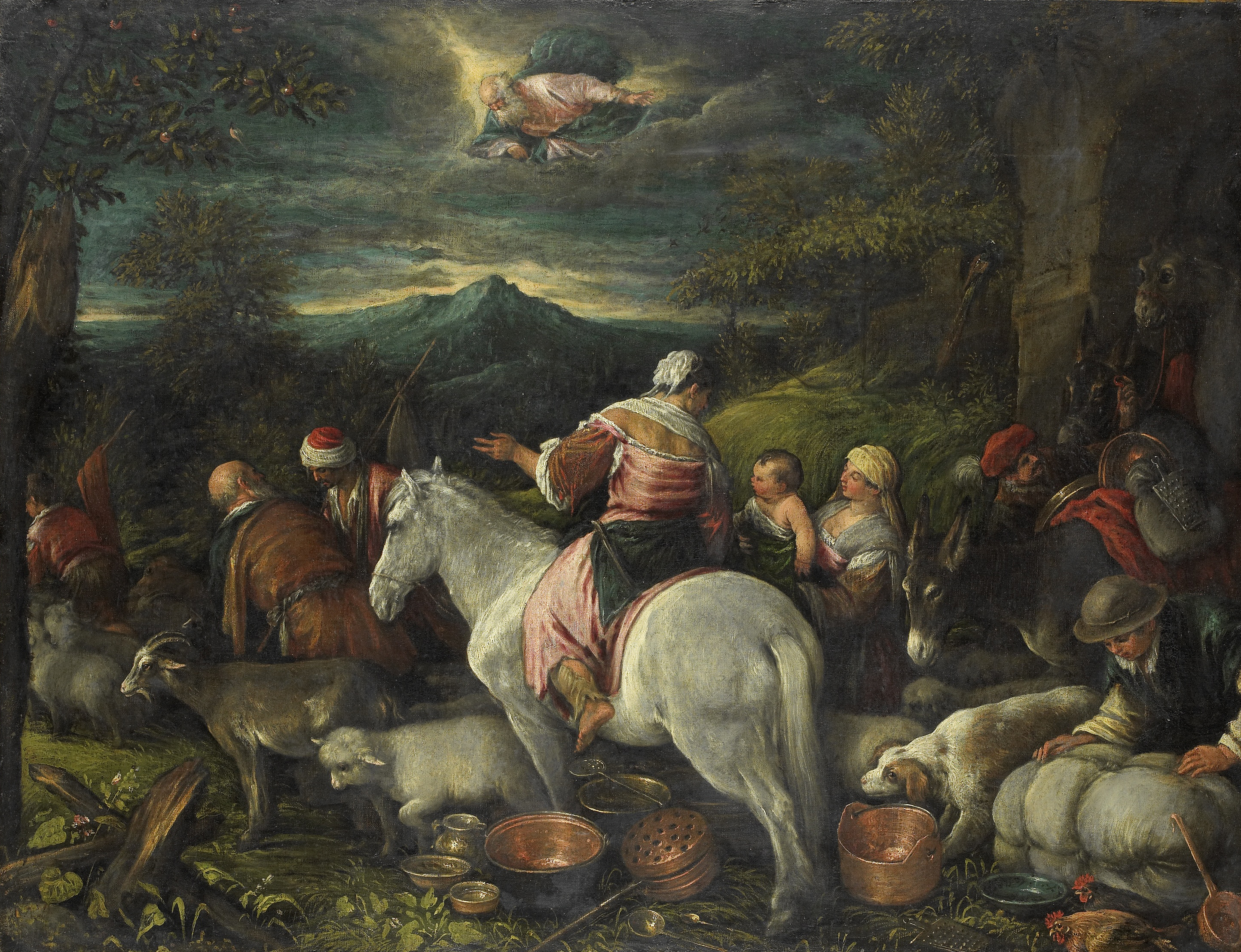
ابراهیم حران را ترک می‌کند از فرانچسکو باتزانو

قصه‌های زندگی ابراهیم در باب‌های ۱۲ تا ۲۵ سفر پیدایش، اولین کتاب تورات، روایت شده‌اند. این داستان‌ها یک روایت پیوسته نیستند، بلکه مجموعه‌ای از قصه‌های جداگانه‌اند. ابراهیم در ابتدا ابرام نام داشت و پسر تارح و دهمین نفر از نسل نوح از طریق پسرش سام بود. او ۲ برادر به نام‌های ناحور و هاران و خواهری به نام ساره داشت. ابراهیم با خواهرش ساره ازدواج کرد؛ این دو از یک پدر، اما از مادرهای متفاوتی بودند. خانواده اینان از اور کلدانیان به کنعان مهاجرت کرد. در طول اقامت در حران برای اولین بار وعده الهی پدید آمدن ملتی از نسل ابراهیم به او داده شد. ابراهیم که در این زمان ۷۵ ساله بود، سپس به همراه همسرش ساره و برادرزاده‌اش لوط راه کنعان در پیش گرفت. در شکیم، دوباره وعده ارض موعود به او داده شد و ابراهیم همان‌جا قربانگاهی ساخت و به سفر خود ادامه داد.
زمانی که قحطی پدید آمد، ابراهیم به همراه همسرش رو به مصر نهادند. در آن سرزمین، ابراهیم که می‌ترسید او را بکشند تا همسرش را تصاحب کنند، ساره را خواهر خود معرفی کرد. پس ساره را به حرم‌سرای فرعون مصر بردند و بابتش ثروت زیادی به ابراهیم بخشیدند. سپس الوهیم بلایایی بر فرعون و اهل خانه او نازل کرد که در نتیجه آن، فرعون متوجه شد ساره زن ابراهیم است و او را به وی پس داد. ابراهیم دوباره به کنعان بازگشت و به سفرهای خود ادامه داد. این بار، لوط به دلیل درگیری بر سر چراگاه قبیله را ترک کرد. در اثر این اتفاق، وعده ارض موعود دوباره تکرار شد. ابراهیم این بار در حبرون قربانگاهی ساخت.
در ادامه ابراهیم که «ابرام عبرانی» (در تنخ تنها خارجی‌ها اسرائیلیان را «عبرانی» خطاب می‌کنند و این تنها جایی است که راوی یک اسرائیلی را «عبرانی» نامیده) خوانده شده، نقش یک مبارز و فرمانده جنگی را ایفا می‌کند. او فرماندهی ۳۱۸ نفر را در نبرد با ائتلاف ۹ پادشاه شرقی بر عهده داشت. این پادشاهان سدوم و عموره را غارت کرده و لوط را به اسیری گرفته بودند. در هیچ منبع دیگری به این جنگ یا اسامی این ۹ پادشاه اشاره‌ای نشده است. ابراهیم و سربازانش در نبرد به پیروزی رسیدند و لوط را آزاد کردند. همچنین اموال غارت شده را پس گرفتند. در بازگشت، ملکیصدق، پادشاه و کاهن شلیم (اورشلیم؟)، با نان و شراب نزد ابراهیم آمد و او را برکت داد. ملکیصدق احتمالاً کاهن خدایان یبوسی اورشلیم بوده است. پادشاه سدوم از ابراهیم تقاضا کرد که غنائم را تقسیم کنند اما ابراهیم نپذیرفت. این بخش تورات احتمالاً با ترکیب منابع مختلف پدید آمده است. همچنین سبک داستان نشان می‌دهد که باید به دوره بعد از تبعید به بابل (قرن ۶ قبل از میلاد) تعلق داشته باشد.

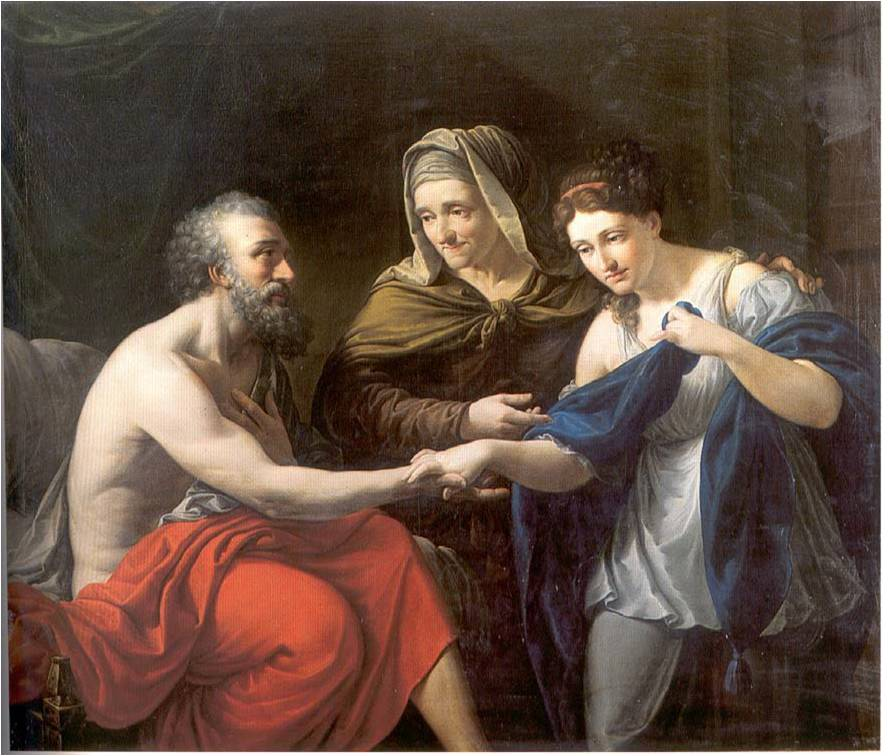
ساره هاجر را به ابراهیم می‌بخشد. اثر ویسنته رودس آریس

در ادامه، باب ۱۵ که به نظر متاخرتر است، به گفتگوهای ابراهیم و الوهیم پرداخته شده است. در این گفتگوی طولانی، وعده ارض موعود و بچه‌دار شدن ابراهیم تکرار شد. مطابق باب شانزدهم، ۱۰ سال بعد از اولین وعده، ساره هنوز باردار نشده بود. در نتیجه، او کنیز خود هاجر را به ابراهیم بخشید تا از او بچه‌دار شود. مانند قصه‌های قبلی روایت ابراهیم، این داستان هم نمونه مشابه خود را در سفر پیدایش (باب ۲۱) دارد و این‌ها نسخه‌های مختلف قصه عامیانه قدیمی‌تری هستند. هاجر باردار شد و اسماعیل را زایید. در این زمان، ابراهیم ۸۶ ساله بود. در کتاب مقدس هیچ اطلاعاتی دربارهٔ ۱۳ سال آتی نیست اما در روایت بعدی، الوهیم بر وعده خود به ابراهیم مبنی برداشتن فرزندان بی‌شمار تأکید کرد. در همین زمان است که نام‌های ابرام و سارای به ابراهیم و ساره تغییر پیدا می‌کند. الوهیم و ابراهیم همچنین توافق کردند که به عنوان نشانه عهدی که بسته‌اند، همه پسران و نوادگان پسر ابراهیم و همچنین برده‌های او ختنه شوند تا «عهد الوهیم در گوشت آنان جاودان باشد» و آن کس که ختنه نشود، این عهد را شکسته است.
سپس به ساره وعده فرزند پسری داده شد، که نامش اسحاق باشد و عهد از طریق او و نوادگانش ادامه پیدا کند. در این نقطه ابراهیم که ۹۹ ساله بود، خودش، اسماعیل و سایر اعضای مذکر خانه خود را ختنه کرد. در ادامه روایت، ۳ پیام‌آور (که یکی از آن‌ها یهوه است) بر ابراهیم وارد شدند و او از آن‌ها در خیمه خود پذیرایی کرد. اینان به ابراهیم و ساره خبر تولد اسحاق را دادند و ساره و ابراهیم با شنیدن این خبر خندیدند. ملاقات میان انسان‌ها و خدایانی که خودشان را شکل آدم‌ها کرده‌اند، مضمونی رایج در جهان باستان بوده است؛ شاعر رومی اووید افسانه‌ای مشابه دربارهٔ خدایانِ آدم‌نمایی که خبر از تولدی معجزه‌آسا می‌دهند را نقل کرده است. الوهیم همچنین در این نقطه ابراهیم را از تصمیم خود برای نابود کردن سدوم و عموره مطلع کرد. ابراهیم خدا را سرزنش کرد و از او خواست بی‌گناهان آن شهرها را نکشد. با این حال، خدا مدعی شد بی‌گناهی در آنجا وجود ندارد. از نکات قابل توجه این قسمت تورات این است که نویسنده ماجرای نابودی سدوم را با بازگویی تفکرات درونی خدا («آیا باید آنچه می‌خواهم انجام دهم را از ابراهیم مخفی کنم؟ نه، من او را انتخاب کرده‌ام…») آغاز می‌کند. در ادامه گفته می‌شود که لوط و دخترانش به خاطر ابراهیم از نابودی سدوم جان سالم به در بردند.

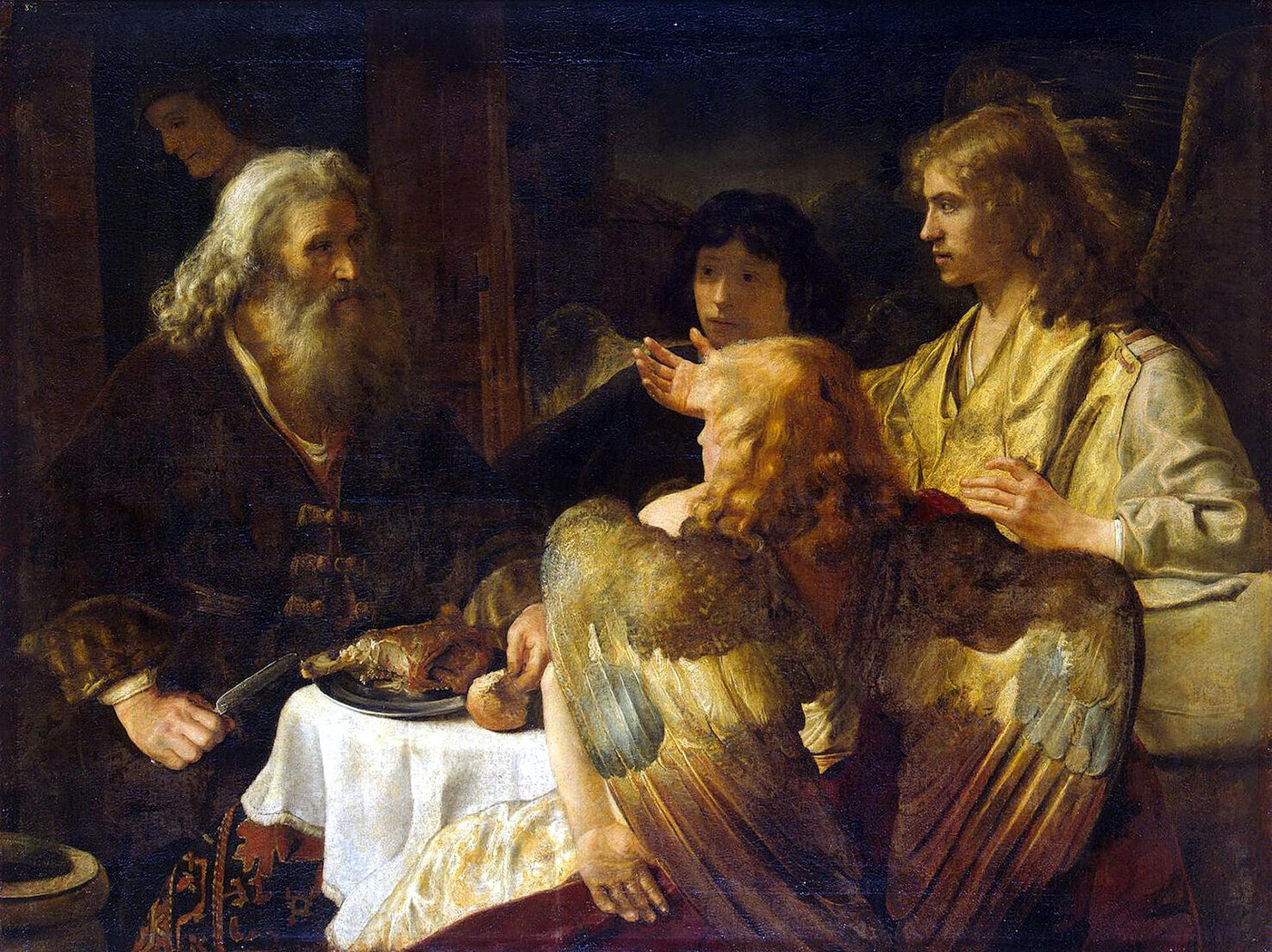
یک نقاشی از ابراهیم و سه پیام‌آور. یکی از اینان خودِ یهوه است.

ابراهیم دوباره به سفرهای خود ادامه داد و این مرتبه در جرار ساکن شد. باری دیگر، ساره را خواهر خود معرفی کرد و در نتیجه، ساره را به قصر شاه ابیملک بردند، اما خدا در خواب به ابی‌ملک وحی کرد که اگر ساره را آزاد نکند، خواهد مرد. در نتیجه او نیز چنین کرد و ساره نزد ابراهیم بازگشت. در این بخش از داستان ابراهیم مقصر نشان داده شده است. در ادامه، ساره که ۹۰ ساله بود، پسری زایید و او را اسحاق نامیدند. ابراهیم نیز ۱۰۰ سال داشت. تولد اسحاق البته باعث مشکلاتی در خانه ابراهیم شد. ساره از ابراهیم تقاضا کرد که هاجر و اسماعیل از خانه بیرون انداخته شوند، تا اسحاق تنها وارث باشد. ابراهیم در آغاز موافق نبود، اما الوهیم طرف ساره را گرفت و ابراهیم پذیرفت؛ هاجر و اسماعیل رانده شدند. در ادامه روایت، ابراهیم و ابیملک عهد بستند که با یکدیگر نجنگند. آن‌ها همچنین دربارهٔ چاه‌های آب نیز توافق کردند. ابراهیم به همین مناسبت درختی می‌کارد و «ال عُلام» را می‌پرستد؛ نویسنده این خدا را با یهوه یکی دانسته اما در واقع احتمالاً خدای شهر بئرشبع بوده است. کتاب در ادامه می‌گوید که ابراهیم زمان زیادی در «سرزمین فلیسطی‌ها» سپری کرد که حاوی زمان‌پریشی است زیرا فلیسطی‌ها تا قبل از قرن ۱۲ پیش از میلاد وارد کنعان نشده بودند.
روایات زندگی ابراهیم با قربانی کردن اسحاق به اوج خود می‌رسند. الوهیم برای امتحان ابراهیم، به او دستور داد «یگانه پسر» خود اسحاق را به کوه موریا ببرد تا او را قربانی کند. ابراهیم اطاعت می‌کند و اسحاق را به آن مکان می‌برد. اسحاق از ابراهیم می‌پرسد «چوب و آتش آماده است، اما بره‌ای که قرار است سوزانده شود کجاست؟» ابراهیم پاسخ داد که الوهیم بره را فراهم خواهد کرد. سپس اسحاق را به قربانگاه بست و چاقو را بالا گرفت که در این لحظه، فرشته یهوه (که در واقع شخص یهوه است) مانع او شد و قوچی به ابراهیم داده شد تا قربانی کند. ابراهیم که از بزرگ‌ترین آزمون بیرون آمده بود، برای آخرین بار برکت الهی را دریافت کرد. احتمالاً در پس‌زمینه تاریخی این داستان، سنت قربانی‌کردن انسان، به خصوص فرزند اول، نهفته اما مدرکی از چنین سنتی در اسرائیل باستان یافت نشده است.

قربانی‌شدن اسحاق توسط ابراهیم

زمانی که ساره در ۱۲۷ سالگی مرد، ابراهیم غار مخپلا را از مردم محل خریداری کرد تا گورستان خانوادگی آن‌ها باشد. در ادامه، او یکی از خدمتکاران خود را به حران فرستاد تا برای اسحاق زنی پیدا کند، زیرا ابراهیم خوشش نمی‌آمد که فرزندش با یکی از زنان کنعانی ازدواج کند. بعد از ازدواج اسحاق با ربه‌کا، ابراهیم نیز زنی به نام قطوره گرفت. قطوره فرزندانی زایید که مانند اسحاق «ملت‌ها از نسل ایشان پدید آمدند.» پیام این بخش در واقع این است که وعده به ابراهیم مبنی بر اینکه او پدر چند ملت خواهد بود، محقق شده است. با این حال، ابراهیم همه ارث خود را به اسحاق بخشید و سایر فرزندانش را با هدایایی راهی سرزمین‌های شرقی کرد. مطابق روایت، ابراهیم در ۱۷۵ سالگی مرد و اسحاق و اسماعیل او را در غار مخپلا دفن کردند. البته گاهشماری این بخش از روایت آشفته و سردرگم است زیرا اسحاق در زمان صد سالگی ابراهیم متولد شد و خود اسحاق هم در ۶۰ سالگی بچه‌دار شد، در نتیجه ابراهیم می‌بایست تا ۱۵ سالگی فرزندان اسحاق زنده می‌ماند، اما مرگ ابراهیم قبل از تولد فرزندان اسحاق روایت شده است.

## دیدگاه تاریخی

### شکل‌گیری شخصیت ابراهیم

سفر ابراهیم به کنعان طبق کتاب پیدایش.

در دورهٔ باستان هیچ منبعی جز منابع یهودی وجود ندارد که از ابراهیم یا افراد مرتبط با او نام برده باشد و در باستان‌شناسی نیز اثری از او نیست. به گفته ویلیام دِوِر، «بعد از یک قرن تحقیقات طاقت‌فرسا، همهٔ باستان‌شناسانِ کاربلد از بازیابی هر چیزی که ابراهیم، اسحاق و یعقوب را به شخصیت‌های تاریخی تبدیل کند، ناامید شده‌اند.» ابراهیم در نظر محققان امروز، شخصیتی افسانه‌ای و نمادین از فردی با ایمان است که ادعای اسرائیلیان بر سرزمین خود را تقویت می‌کند و به آن مشروعیت می‌بخشد. در مجموع نظر کلی محققان این است که داستان‌های ابراهیم، اسحاق و یعقوب را نباید روایت زندگی افراد واقعی محسوب کرد؛ این سه شخصیت در آغاز با یکدیگر نامرتبط بودند و داستان‌هایشان با یکدیگر ترکیب شده تا خانواده‌ای که جد یک ملت بزرگ است و خدا به آن برکت می‌دهد، ایجاد شود. اساساً شخصیت‌های تنخ نماد اقوام و مردمان مختلفند. برخی از قصه‌های ابراهیم یادآور اعمال پادشاهان اسرائیل، به خصوص داوود، است. نسخه فعلی داستان‌های ابراهیم در تورات از ترکیب مطالب «منبع روحانی» با دیگر منابع به وجود آمده است؛ افزوده‌شدن مطالب غیرروحانی به سرگذشت ابراهیم احتمالاً بعد از بازگشت یهودیان از بابل در دوره کوروش بزرگ اتفاق افتاده است. اگر داستان‌های مبتنی بر منبع روحانی کنار گذاشته شوند، آنچه باقی می‌ماند داستان ابراهیم و لوط و داستان خرید غار مخپلا است.
محققان غربی تلاش بسیار به کار بسته‌اند تا دست‌کم شرایط و زمانهٔ تاریخی را که داستان‌های ابراهیم در آن جریان دارد، شناسایی کنند، با این حال هیچ‌کدام از فرضیه‌های ارائه شده مقبول پژوهشگران نیست. محققان در قرن ۱۹ و نیمه اول قرن ۲۰ میلادی فرض می‌کردند این داستان‌ها شرایط زندگی هزاره دوم قبل از میلاد را بازتاب می‌دهند. آن‌ها ابراهیم و شه‌پدران را شخصیت‌های تاریخی قلمداد می‌کردند که به همراه دیگر قبایل سامی غربی در نیمه اول هزاره دوم قبل از میلاد وارد کنعان شدند. با گذشت زمان این عقیده با تردید مواجه شد؛ به‌خصوص زمانی که یولیوس ولهاوزن بیان کرد که داستان‌ها بین سال‌های ۱۲۰۰ تا ۳۰۰ قبل از میلاد نوشته شده‌اند و نمی‌توان از روایت تورات، اطلاعاتی دربارهٔ شه‌پدران به عنوان شخصیت‌های تاریخی به دست آورد؛ لذا ابراهیم و شه‌پدران نماد گروه‌های قومی عبرانی و احتمالاً مخلوقات ادبی هستند. گانکل در سال ۱۹۰۱ پیشنهاد کرد روایات زندگی ابراهیم در واقع از به هم چسبانده شدن قصه‌های عامیانه کوتاه و جداگانه به وجود آمده است. این داستان‌ها به صورت سینه به سینه نقل می‌شدند، تا اینکه با هم ترکیب و نهایتاً مکتوب شدند.
کشفیات تازه باستان‌شناسی در نیمه اول قرن ۲۰ تغییر چندانی در اجماعی که دربارهٔ تاریخی بودن این شخصیت‌ها وجود داشت، ایجاد نکرد؛ در واقع، محققانی چون ویلیام آلبرایت بدان نتیجه رسیدند که اکتشافات باستان‌شناسان تصویر کلی تنخ را تأیید می‌کند. به عقیده او، اوایل هزاره دوم دوره مهاجرت‌های گسترده بوده و شه‌پدران نیز گروهی از این مهاجران — موسوم به عموری‌ها — بودند. آلبرایت ابراهیم را رهبر کاروانی تاجرِ خر در منطقه بین دمشق و مصر می‌دانست. از دهه ۱۹۷۰، دیدگاه پژوهشگران در این زمینه دستخوش تغییرات بزرگی شده و بیشتر محققان بدان نتیجه رسیدند که قصه‌های ابراهیم و شه‌پدران ارتباطی به هزاره دوم قبل از میلاد ندارد و اساساً نمی‌توان آن‌ها را در نقطه به خصوصی از تاریخ قرار داد. دانشوران، به خصوص تامپسون و فان سترس، با بررسی مجدد شواهد پیشین، به نتایج متفاوتی رسیدند. اکتشافات باستان‌شناسی جدید همچنین نشان داد در آن دوره، مهاجرت گسترده از جنوب بین‌النهرین رخ نداده؛ برعکس، این دوره زمان گسترش شهرنشینی بوده است. مهم‌ترین چالشی که عقاید پیشین با آن روبرو شدند این بود که تامپسون نشان داد سنت‌ها و اسامی شخصیت‌ها (که پیشتر تصور می‌شد قدیمی هستند) تا دوره امپراتوری آشوری نو (قرن هفتم قبل از میلاد) کاملاً رایج بوده‌اند. مسئله دیگری که نشان می‌دهد این داستان‌ها به اوایل هزاره دوم قبل از میلاد تعلق ندارند، زمان‌پریشی‌های موجود در آن‌هاست. در داستان به شتر اشاره شده، اما استفاده از شتر تا قبل از اواخر هزاره دوم پیش از میلاد در خاورمیانه رایج نبوده است. برخی شخصیت‌های داستان آرامی هستند اما آرامیان تا قبل از حدود ۹۰۰ قبل از میلاد حضور پررنگی در منطقه نداشته‌اند. مکان‌هایی که روایت به آن‌ها اشاره کرده تنها در هزاره اول قبل از میلاد به صورت همزمان وجود داشته‌اند. بعد از تغییرات بزرگی که در دهه ۱۹۷۰ در تحقیقات در این زمینه حاصل شد، در حال حاضر بیشتر مورخان باب‌های ۱۲ تا ۵۰ سفر پیدایش (ابراهیم تا مرگ یوسف) را قصه‌ها و حماسه‌هایی با پیام‌های دینی محسوب می‌کنند و این داستان‌ها در اغلب تحقیقات در زمینه تاریخ اسرائیل لحاظ نمی‌شوند. به گفته سجادی در دائره‌المعارف بزرگ اسلامی، بر اساس روایت کتاب مقدس، تخمین زده می‌شود که ابراهیم حدود ۴۰۰۰ سال پیش متولد شده است.

### ماهیت ابراهیم
برخی از تاریخ‌پژوهان قرن بیستمی ابراهیم را یکی از خدایان کنعانی محسوب می‌کردند؛ به خصوص که او در داستان با اور و حران که مراکز پرستش خدای ماهِ بین‌النهرینی بودند، مرتبط است. ساره ایزدبانوی ماه و تارح (پدر ابراهیم) نیز خودِ ماه (یارح، نام خدای ماه کنعانی) به‌شمار می‌آمد. این نظریه با گذشت زمان طرفداران خود را از دست داده، اما هنوز هم جایگاه دینی-تاریخی «پدر ابراهیم» به عنوان مهم‌ترین جد ادیان ابراهیمی و «صخره» (به معنای «به وجود آورنده نطفه»، کتاب اشعیا ۵۱:۱) نامیده‌شدن او مورد توجه دانشوران است. این مورد اخیر احتمالاً بدان جهت است که «پدر ابراهیم» در آغاز خدایی اجدادی در غار مخپلا بوده که توسط اسرائیلیان (به بیان دیگر، کنعانی‌ها) پرستیده می‌شده است.
در تورات ابراهیم برای چند خدای مختلف در مناطقی چون شکیم، بث‌ئیل، ممری و غیره پرستشگاه‌هایی تأسیس می‌کند. او احتمالاً در ابتدا با حران مرتبط بوده و مرتبط دانسته شدنش با شکیم و بث‌ئیل مطلبی متاخر است؛ در واقع، ابراهیم زمانی با شکیم و بث‌ئیل پیوند خورد که در سنت‌های روایی به پدرِ اسحاق و نیای اسباط شمالی اسرائیل تبدیل شد. روی هم رفته با در نظر گرفتن مناطق زندگی «ابراهیمِ عبرانی» و محل دفن او در غار مخپلا در تورات، می‌توان نتیجه گرفت که این خدا اصالتاً ریشه در حبرون (الخلیل امروزی) داشته است. همچنین مجسمه‌های زیادی از بزها (به عنوان نشانه باروری) و ایزدبانوان برهنه از جنوب کنعان در میانه‌های عصر برنز یافت شده است؛ اهمیت زیادی باروری در هنر این دوره یادآور نگرانی ابراهیم و اسحاق و همسرانشان برای فرزنددارشدن است.
مطالبی که پیش از شکل‌گیری تنخ دربارهٔ ابراهیم رایج بوده، نزد طایفه کالب شکل می‌گرفته و حفظ می‌شده است. اینان قبل از اینکه با اتحادیه ایلات یهودا ترکیب شوند، در حبرون اقامت داشته‌اند. ابراهیم در پرستشگاه ممری-حبرون «پدر ملت‌های کثیر» بوده و این باور حتی در زمان داوود و سلیمان نیز وجود داشته است. در پایان هزاره دوم قبل از میلاد، حداقل دو اتحادیه ایلاتی (بنی‌اسرائیل و بنی‌اسماعیل) مدعی بودند ابراهیم یکی از اجدادشان است اما در روایات اسرائیلی، تنها در پایان عهد سلطنت (آغاز قرن ششم قبل از میلاد، دوره تبعید در بابل) بود که «پدرمان ابراهیم» از سایه یعقوب (اسرائیل) بیرون آمد و احتمالاً ماهیت جهانی‌تر ابراهیم مسبب این اتفاق بوده است. پدر اسرائیل‌بودن ابراهیم و باورها مبنی بر اینکه او انتخاب شد تا دوست و خادم خدا باشد (و حتی در قرآن هم به صورت «خلیل» بازتاب داشته) می‌تواند بازتاب‌دهنده تکریم او به عنوان نیایی مقدس و میانجی‌گر (میان اسرائیل و خدا) باشد. شاید ابراهیم در ابتدا تنها جد قبایل یهودا و یعقوب جد اسرائیل محسوب می‌شده است. از این نظر، داستان‌های سفر یعقوب به حران در بین‌النهرین و ازدواج‌هایش در آن منطقه، می‌تواند نقطه پیوند دو گروهی که یکی در کنعان و دیگری در حران ساکن بوده، قلمداد شود. البته قصه فرار یعقوب به حران به داستان‌های عامیانه هم شبیه است. در قرن هفتم قبل از میلاد سه داستان مختلف برای توضیح ریشه‌های اسرائیل شکل گرفت؛ یکی از این داستان‌ها در مملکت اسرائیل (موسی) و دو داستان دیگر (شه‌پدران و داوود) در مملکت یهودا تدوین شدند؛ لذا به دلیل شکل‌گیری داستان در یهودا، ابراهیم (نیای مملکت یهودا) پدربزرگ یعقوب (نیای مملکت اسرائیل) است و به لحاظ زمانی بر او تقدم دارد.
شخصیتی که کتاب مقدس از ابراهیم به نمایش می‌گذارد، رهبر یک گروه بزرگ چادرنشین نیمه‌عشایری که در نزدیکی مراکز شهرنشین مرکز منطقه فلسطین تا صحرای نگب دررفت و آمد هستند، است. ابراهیم صاحب گله، نقره، طلا و برده‌ است و برای خودش یک ارتش شخصی دارد. او با دیگر رهبران اتحاد نظامی می‌بندد، با پادشاهان ارتباط دارد و با اشراف‌زادگان شهر برای خرید زمین مذاکره می‌کند. ابراهیم مردی خداترس است و خدا نیز در تصمیمات خود با او مشورت می‌کند. وی همچنین «نبی» نامیده شده زیرا می‌تواند میانجی دیگران نزد خدا شود. روی هم رفته، این بخش از کتاب مقدس مطلبی دینی را روایت می‌کند، نه تاریخی.

### رواج، تثبیت و جایگاه داستان‌های ابراهیم
بخش‌های قدیمی‌تر تنخ که به دوره قبل از تبعید یهودیان به بابل (آغاز تا میانه‌های قرن ششم قبل از میلاد) تعلق دارند، هیچ نشانی از اینکه با اتفاقات زندگی ابراهیم آشنا هستند، به دست نمی‌دهد. همین مسئله باعث شده دربارهٔ طولانی یا کوتاه بودن مدت زمان رواج سینه به سینه داستان‌های ابراهیم اختلاف نظر وجود داشته باشد. از سوی دیگر، نام او بسیار قدیمی به نظر می‌رسد، به گونه‌ای که نویسندگان سفر پیدایش در تورات معنای درست این اسم را نمی‌دانستند و به اشتباه معنای لغوی «ابراهیم» را «پدر کثیر است» نوشته‌اند. سرانجام در نقطه‌ای از تاریخ، این سنت شفاهی به یکی از بخش‌های تورات تبدیل می‌شود که اکثر محققان دوره مورد نظر را عهد حکومت هخامنشیان بر یهودیان (۵۲۰ تا ۳۲۰ قبل از میلاد) می‌دانند. روندی که منجر به این اتفاق شد نامعلوم است، اما دو فرضیه مهم وجود دارد. مطابق فرضیه اول، جامعه یهودی بعد از دوره تبعید بابلی، تورات را به وجود آورد تا از آن به عنوان متن حقوقی در نظام شاهنشاهی هخامنشی استفاده شود. مطابق فرضیه دوم، تورات نوشته شد تا با استفاده از آن مشخص شود چه کسانی به جامعه پساتبعیدی تعلق دارند و نیز ساختار قدرت و مناصب گروه‌های مختلف مثل روحانیون تعیین گردد.
به هر روی، در تکمیل تورات و پروسه ترفیع آن به مرکزیت یهودیتِ بعد از دوره تبعید، به همان اندازه یا حتی بیشتر از متون جدیدی که نوشته شد، از ترکیب متون موجود قدیمی هم استفاده کردند. در کتاب حزقیال که در دوره تبعید (نیمه اول قرن ۶ قبل از میلاد) نوشته شده است، حزقیال (یکی از تبعیدیان) می‌نویسد آنان که در یهودا مانده‌اند، ادعا می‌کنند که به عنوان وارثان ابراهیم، مالک آن سرزمین هستند اما حزقیال در پاسخشان می‌گوید آنان هیچ حقی ندارند، زیرا از تورات پیروی نمی‌کنند. کتاب اشعیا نیز به‌طور مشابهی از تنش میان تبعیدیان و مردم یهودا گواهی می‌دهد و می‌گوید خدا پدر اسرائیل است و تاریخ اسرائیل، با خروج از مصر آغاز می‌شود، نه با ابراهیم. از این و مدارک مشابه می‌توان نتیجه گرفت ابراهیم احتمالاً میان زمین‌داران بزرگ یهودا در زمان تبعید و بعد از آن، شخصیت برجسته‌ای به حساب می‌آمده است و آنان از او برای تقویت ادعای خود بر آن سرزمین در مقابل ادعای آنان که از تبعید بازمی‌گشتند، استفاده می‌کردند.
اور کلدیس یا اور کلده شهری است که در تنخ به عنوان زادگاه ابراهیم ذکر شده است. در سال ۱۸۶۲ هنری راولینسون اور کلدیس را به همراه اور در نزدیکی ناصریه در جنوب پادشاهی عراق شناسایی کرد. در سال ۱۹۲۷، لئونارد ووللی این سایت را حفاری کرد و آن را به عنوان یک سایت باستان‌شناسی سومری که در آن قرن هجدهم قبل از میلاد در کلدین قرار دارد، شناسایی کرد.

## در قرآن
از ابراهیم در ۲۵ سوره قرآن نام برده شده است و میان شخصیت‌های کتاب مقدس بعد از موسی از این حیث در رتبه دوم قرار می‌گیرد. در دو سوره از سوره‌های دوره اول مکی، به «صحف ابراهیم و موسی» اشاره شده است. به گفته محمدحسین طباطبایی، مفسر شیعه، قرآن شصت و چند بار از ابراهیم نام برده است و داستان وی را این‌طور بیان کرده است که شخص پاک فطرتی بوده که خداوند ملکوت را به وی نشان داده بوده است. وقتی دید پدرش بت‌پرستی می‌کند، با آنان مخالفت کرد و به بحث با پدرش آزر برخاست و آنان را به توحید دعوت کرد. در مقابل تهدیدات پدرش، وی را دعا کرد. همچنین به احتجاج با اقوامی که بت‌پرستی و ستاره پرستی می‌کردند، اقدام و دلایلی را بر برتری توحید نسبت به عقاید آنها بیان کرد. در روزی که مردم برای عبادت به صحرا رفته بودند، به بهانه بیماری در شهر ماند و اقدام به شکستن بت‌ها کرد وتنها بت بزرگ را سالم نگه داشت. مردم که بازگشتند و بتها را شکسته یافتند، سراغ ابراهیم رفتند و او را بازخواست کردند. وی در پاسخ گفت که این کار بت بزرگ بوده است و از خود بت‌ها سؤال کنید، تا بدین ترتیب مردم خود اقرار به عجز بت‌ها نمایند. سپس، آنها را بابت ترک کردن خدا و پرستش بت‌های ساخت دست خود مؤاخذه کرد. مردم در مقابل تصمیم گرفتند آتشی برافروزند و برای حمایت از خدایان خود، ابراهیم را در آن افکنند، اما به خواست خدا آتش بر او سرد و ایمن شد. از سوی دیگر، ابراهیم با شاه آن سرزمین که ادعای پروردگاری داشت، دیدار کرد. او گفت که هر کس را بخواهد زنده نگه می‌کند و هر کس را بخواهد می‌کشد. ابراهیم در مقابل گفت که پروردگار عالم خورشید را از شرق درمی‌آورد و تو اگر می‌توانی آن را از غرب در بیاور. نهایتاً، عده کمی از جمله همسر ابراهیم و لوط به وی ایمان آوردند و از آن سرزمین مهاجرت کردند تا به جایی بروند که بدون مزاحمت به پرستش خداوند بپردازند. در این سرزمین خداوند به ابراهیم که به پیری رسیده بود وعده تولد فرزندانی شامل اسحاق و یعقوب از نسل او را داد. همین‌طور اسماعیل متولد شد. ابراهیم به امر پروردگارش به سرزمین خشک و متروک مکه رفت و یک فرزند شیرخوارش، اسماعیل، را در آنجا گذاشت. اسماعیل به یاری خدا در این سرزمین رشد کرد و چادرنشینانی پیرامونش گرد آمدند. سپس ابراهیم بازگشت و با یاری فرزندش خانه کعبه را برای عبادت خدا ساخت و دعا کرد تا خداوند مردمان را از هر سو برای پرستش خود بدانجا گردآورد. در اینجا ابراهیم دستور حج را داد و آیین آن را تشریع نمود. سپس، خداوند به ابراهیم در رؤیا دستور ذبح فرزندش را داد. وی این را با فرزند خود در میان نهاد و او پذیرفت و از پدر خواست تا دستور را انجام دهد. زمانی که اقدام به کشتن او کرد، خداوند ممانعت کرد و گفت این قربانی را از وی پذیرفته و به جای آن ذبحی بزرگ را خون‌بهای او قرار داده است. همچنین، قرآن دعاهای متعددی را از ابراهیم ذکر کرده است که در حق خود و نسلش کرده است. خداوند در قرآن ابراهیم را به صفات نیکوی متعدد ستوده است از جمله اینکه هرگز شرک نورزیده، خلیل خداوند بوده، امتی خداپرست و حنیف بوده، پیامبری صدّیق بوده، امام و پیشوای مردم بوده، در آخرت از نیکان بوده، خداوند او را خاص کرده، حلیم، بازگردنده، اهل ایمان و یقین و شکرگزار نعمت‌ها و پیام آور دین توحید بوده است. به گفته طباطبایی در تفسیر المیزان، دعای ابراهیم در سوره ابراهیم مبنی بر امن نگه داشتن «این شهر»، به مکه اشاره دارد. طباطبایی با توجه به این دعا که دو بار در قرآن تکرار شده اما اختلافاتی با یکدیگر دارند، نتیجه می‌گیرد که شاید ابراهیم دو بار دعا کرده و بار دوم زمانی بود که برای دیدن اسماعیل و هاجر به مکه بازگشت. او معتقد است اینجا منظور از امنیت، امنیت تشریعی است. در قرآن همچنین ابراهیم از الله می‌خواهد که او و فرزندانش را از پرستش بتان حفظ کند. در ادامه همین سوره دعاهای دیگری نیز از قول ابراهیم روایت شده است.
به گفته دوو گوتاین، محمد احتمالاً در زمینه ارجاع صحف به ابراهیم دچار اشتباه شده و در سال‌های بعدی تبلیغ خود پی برد که کتابی به ابراهیم منسوب نیست. سوره‌های دوره‌های دوم و سوم مکی (مطابق تقسیم‌بندی نلدکه) به مبارزه ابراهیم با بت‌پرستان و تبلیغ توحید پرداخته شده است. قرآن او را «صدّیق» و رسول نامیده است. در چند سوره، فرستادگانی از سوی الله، خبر مجازات قوم لوط را به ابراهیم می‌دهند. در سوره صافات، مبارزه ابراهیم با بت‌پرستی و سپس قربانی کردن پسرش به دستور الله روایت شده، اما قرآن نام آن پسر را مشخص نکرده است. تعداد زیادی از آیات دربارهٔ نوادگان ابراهیم هستند؛ گاه نامی ذکر نشده و فقط به «غلام» بسنده شده است. در یک آیه تنها به اسحاق اشاره شده و در پنج آیه دیگر اسحاق و یعقوب به‌طور همزمان نام برده شده‌اند. حضور اسماعیل در سوره‌های مکی، بسیار کم‌رنگ است و اطلاعات مشخصی دربارهٔ او یافت نمی‌شود.
در سوره‌های مدنی، جایگاه ابراهیم بالاتر رفته است. از این زمان، نقش اسماعیل نیز پر رنگ‌تر می‌شود و او پسر ابراهیم است و به پدرش در ساخت کعبه کمک می‌کند. تا قبل از این نقطه هیچ ارتباطی میان اسماعیل و ابراهیم و همچنین ابراهیم و ساخت کعبه در قرآن یافت نمی‌شود. به گفته دوو گوتاین، تردید کمی وجود دارد که محمد با داستان ساخت معبد اورشلیم توسط ابراهیم که در کتاب یوبیل روایت شده، آشنا بوده است. در نتیجه، با استفاده از این مطالب تازه ماجرای ساخت کعبه توسط او و اسماعیل (جد فرضی اعراب) را ساخته است. حتی کلمه «اسلام» (تسلیم بی‌قید و شرط) نیز به تابعیت ابراهیم از خدا مربوط است. آیه‌ای در سوره حج می‌گوید «ابراهیم شما را مسلمان نامید.» در سوره‌های مدنی، اسماعیل بر اسحاق مقدم است و از آن دو، به عنوان پسران ابراهیم یاد شده است. قرآن اسلام را «ملت ابراهیم» (ملت به معنای دین) و شخص ابراهیم را حنیف معرفی می‌کند. او همچنین «خلیل‌الله» (دوست خدا) لقب داده شده است. برداشت پارت این است که در سوره‌های مکی به نظر می‌رسد یعقوب نیز پسر ابراهیم محسوب شده است اما در سوره‌های مدنی یعقوب دیگر پسر ابراهیم محسوب نمی‌شود، بلکه مانند کتاب مقدس، نوه اوست.
بنا به نظر سنوک هورگرونی، ابراهیم اولین بار بعد از هجرت محمد و در اثر منازعه او با یهودیان، «حنیف» و «اولین مسلمان» نامیده شد و در کنار اسماعیل سازنده کعبه به حساب آمد. در نظر هورگرونی، ابراهیم در این زمان به جایگاه مهم‌ترین سلف محمد بالا برده شد تا بدین طریق، «اسلام بتواند ادعا کند که به عنوان دینِ توحید خالص ابراهیمی، بر یهودیت و مسیحیت تقدم دارد.» پارِت، در نقد نظریه هورگونی، یادآوری می‌کند که در سه سوره از دوره سوم مکی نیز ابراهیم خصوصیات دوره مدنی را دارد: در سوره ابراهیم از او به عنوان نیای اهل مکه نام برده شده و در سوره‌های نحل و انعام، اسلام دین «ابراهیم که حنیف بود و مشرک نبود» دانسته شده است. نام پدر ابراهیم (تارح) در منابع روایی اسلامی با نام ذکر شده در کتاب مقدس همسان است اما قرآن او را آزر نامیده است. آزر به‌نظر کلمه‌ای عربی نیست و می‌تواند صورت تحریف‌شده «العاذار» باشد؛ العاذار در پیدایش ۱۵:۲ خدمتکار ابراهیم است. برخی محققان نیز ازر را با ازیریس، یکی از خدایان مصری، مرتبط دانسته‌اند. یوسیبوس، مورخ یونانی، نیز نام پدر ابراهیم را «اثر» نوشته است. قرآن دلیل مهاجرت ابراهیم را جدال او با آزر دربارهٔ خدا دانسته است.
علاوه بر موارد فوق، داستان‌های دیگری مثل گلستان‌شدن آتش نمرود بر ابراهیم و بت‌شکنی او در قرآن وجود دارد. به نظر محققان، اغلب این قصه‌ها ریشه در افسانه‌های تلمود دارند. قصه‌های ابراهیم قبل از اسلام نیز در عربستان شناخته شده بودند و امیة بن ابی‌الصلت، رقیب و معاصر محمد، نیز با آن‌ها آشنایی داشت.

## در دیدگاه ادیان

### یهودیت

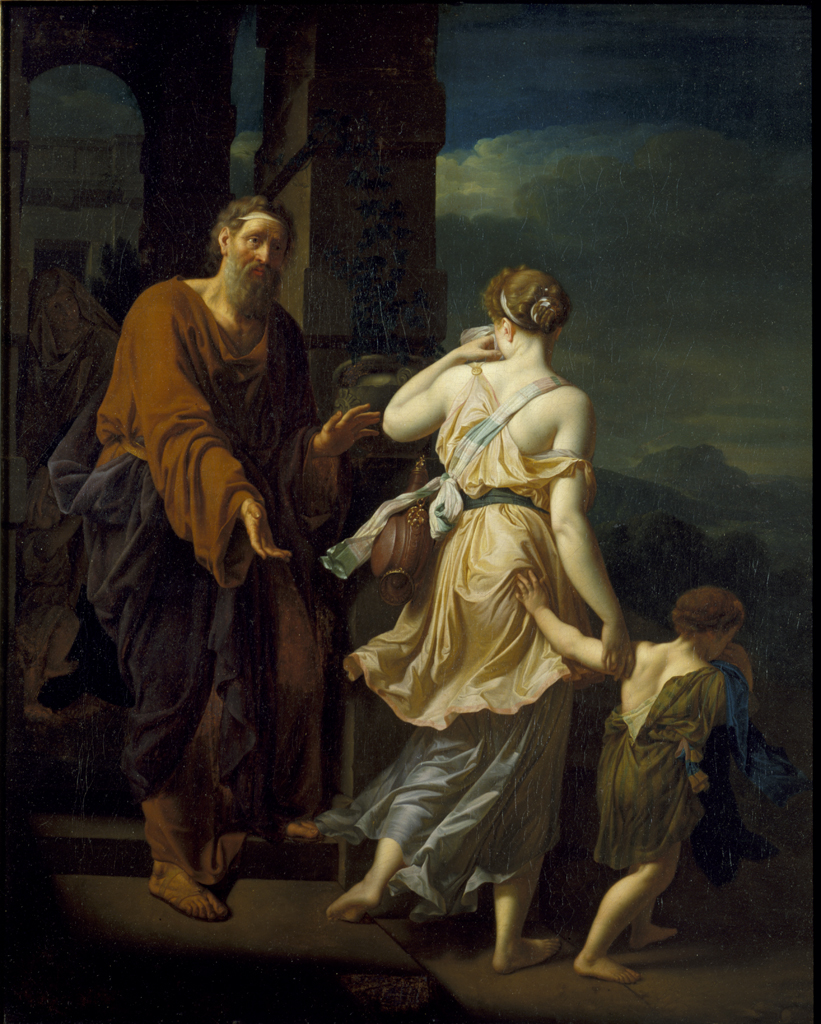
ابراهیم هاجر و اسماعیل را از خانه بیرون می‌کند.

به گفته متون یهودی آگادا، هر چند هنوز در زمان ابراهیم یهوه ده فرمان خود را به ملت اسرائیل منتقل نکرده بود، اما ابراهیم از آن فرمان‌ها پیروی می‌کرد. او بیش از همه مراقب بود که فرمان‌ها را زیرپا نگذارد و به حیوانات گله‌اش پوزه‌بند بسته بود تا مزارع دیگران را نخورند. تفاسیر مختلف او را مبتکر نماز صبح، صیصیت و تفیلین معرفی کرده‌اند که احتمالاً پاسخی به مسیحیانی است که پیروی از قوانین موسی را ضروری نمی‌دانستند. در یهودیت، بزرگ‌ترین فضیلت ابراهیم این است که او نخستین شخصی بود که خدا را شناخت زیرا اعتقاد داشت که هر قلعه‌ای به فرماندهی نیاز دارد. در افسانه‌های یهودی، ابراهیم تلاش بسیار به کار بست تا پیام یکتاپرستی را پخش کند و بسیاری به او ایمان آوردند و زمانی‌که بت‌های پدرش که بت‌ساز بود را شکست، نمرود او را در دیگ سوزانی انداخت، اما جبرئیل نجاتش داد.
به گفته تفسیر ربانی سفر پیدایش، زمانی که ملکیصدق از کاهنی شلیم برکنار شد، ابراهیم جای او را گرفت. ابراهیم پیامبر بزرگی بود که خدا نه در خواب و رؤیا که در هوشیاری با او سخن می‌گفت و تمام برکت‌های جهان را به او داد. ابراهیم سنگی قیمتی دور گردن خود داشت و به همین دلیل مردم دنبالش می‌کردند؛ زیرا هرکسی که بدان می‌نگریست، شفا پیدا می‌کرد. او این قابلیت را کسب کرده بود که به دیگران برکت دهد و تمام کسانی که با او ارتباط داشتند برکت یافتند. ابراهیم به اندازه‌ای مهمان‌نواز بود که چهار در خانه‌اش باز بودند و منتظر مهمانان می‌نشست و به آن‌ها ایمان به خدا را آموزش می‌داد. به دلیل فعالیت‌های تبلیغی‌اش، او پدر تمام مبلغان مذهبی محسوب می‌شود. ابراهیم در یوم‌کیپور توسط سام پسر نوح ختنه شد و خدا هر ساله به خون ختنه ابراهیم نگاه می‌کند و گناهان همه را می‌بخشد. ختنه‌شدن یکی از ده آزمونی بود که ابراهیم پشت‌سر گذاشت و به همین دلیل، جلوی در جهنم می‌نشیند و اجازه نمی‌دهد آن‌هایی که ختنه شده‌اند، وارد شوند. تا به امروز موقع ختنه یهودیان، عبارت «ورود به عهد پدرمان ابراهیم» گفته می‌شود.
منابع یهودی روایت کرده‌اند ابراهیم ده آزمون مختلف را پشت‌سر گذاشت و در متون میدراشی این آزمون‌ها به شیوه‌های مختلف گزارش شده‌اند. قربانی شدن اسحاق را بیشتر میان آزمون‌های ابراهیم قرار داده‌اند. در آگادا شیطان را هم وارد قصه قربانی شدن اسحاق کرده‌اند که ظاهراً با هدف مقایسه ابراهیم و ایوب بوده است. در جواب آنان که ایمان ابراهیم را زیر سؤال می‌بردند، گفته شده تنها کسانی مورد آزمایش قرار می‌گیرند که سربلند بیرون آمدنشان قطعی باشد. دنیا و تمام ساکنانش به خاطر ابراهیم حفظ شده‌اند و مَنَ، پیروزی در جنگ و بخشش گناهان اسرائیل همگی به خاطر اویند. متون میدراشی ابعاد تازه‌ای به درخواست ابراهیم از الوهیم برای نجات مردم سدوم داده‌اند و گفته‌اند که او در مقایسه با ایوب از «زبان تمیزتری» برای بیان درخواست خودش استفاده کرد. همچنین، مهمان‌نوازی صادقانه ابراهیم با مهمان‌نوازی «جعلی» سدومی‌ها (که قصد تجاوز به مهمانان لوط را داشتند) مورد قیاس واقع شده است.
با این حال، ابراهیم در متون یهودی نقد هم شده است. در تلمود گفته شده «پدرمان ابراهیم مجازات شد و نوادگانش در مصر به بردگی گرفته شدند، زیرا دانشمندان را به زور به میدان جنگ فرستاد»، در آزمایش‌کردن خدا زیاده‌روی کرد و از ورود افراد به زیر بیرق الهی جلوگیری کرد (اشاره به عدم تقسیم غنیمت‌ها بعد از جنگ، پیدایش ۱۴:۲۱). او در ختنه‌کردن خود تردید کرد و به همین دلیل سرزنش شد. روا (یکی از ربی‌هایی که مطالب تلمود به او ارجاع داده شده) در سرزنش ابراهیم گفته که او حق نداشت به جای مردمش دربارهٔ سرزمین تصمیم بگیرد. در متون ربانی، ابراهیم به خاطر داشتن فرزند نالایقی چون اسماعیل سرزنش شده و گفته شده به همین دلیل او نمی‌تواند با یعقوب در یک مرتبه قرار بگیرد. همچنین نجات ابراهیم از آتش نمرود به خاطر تولد یعقوب از نسل او در آینده دانسته شده است.
شخصیت ابراهیم در اسفار مشکوک تحت تأثیر فرهنگ یونانی قرار گرفته است. درباره‌اش نوشته‌اند که او قانون‌گذار بود و شهری تأسیس کرد که دو اصل اساسی در فرهنگ یونانی برای مشخص‌کردن رهبران بزرگ بوده است. دربارهٔ خرد ابراهیم اغراق زیادی شده و نقل شده او به این دلیل موفق شد خدا را بشناسد که دانش زیادی در نجوم داشت و این دانش را به مردان بزرگ نسل خودش منتقل کرد. باور به تخصص ابراهیم در زمینه‌های مختلف از اینجا ریشه گرفته است. کتاب یوبیل حتی می‌گوید که او به کشاورزان آموخت چگونه بهتر زمین را شخم بزنند تا بذر را از چشم کلاغ‌ها دور بدارند. بر تبار بابلی او تأکید شده زیرا در آن زمان تمدن بابل را خاستگاه عرفان می‌دانستند. در اسفار مکابیان با استناد به پیدایش ۱۷:۵، ابراهیم را پدر اسپارتان‌ها هم نامیده‌اند. در همان کتب به مقاومت ابراهیم در برابر ظالمان اشاره شده که اشاره‌ای به آزار یهودیان در اسکندریه در زمان نوشته شدن این متون است. فیلون و چند دروغ‌نامیده مثل عهد ابراهیم به او پرداخته‌اند و یوسیبوس مطالبی از نویسندگان یهودی دربارهٔ او را ثبت کرده است.

### مسیحیت

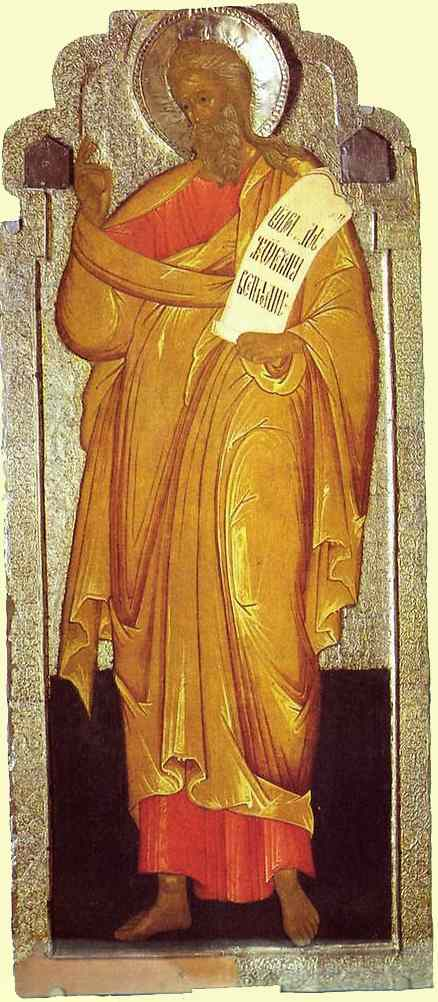
تمثال مسیحی ابراهیم

از ابراهیم ۷۲ بار در عهد جدید یاد شده و ابراهیم بعد از موسی میان شخصیت‌های عهد عتیق از این نظر در رتبه دوم قرار می‌گیرد. سنت مسیحی به‌طور کلی ابراهیم را پدر معنوی همه مومنانی که قرار است عهدهای الهی به ابراهیم را به ارث ببرند، می‌داند اما مسیحیان انجیلی تأکید دارند که نسل عیسی به صورت خونی از طریق داوود به ابراهیم می‌رسید. به گفته پولس، به دلیل «ایمان» ابراهیم، خدا او را برای عهدهای الهی انتخاب کرد و از طریق نسل او، همه ملت‌های جهان برکت خواهند دید. در نتیجه، همه مسیحیان به دلیل ایمانشان به مسیح فرزندان ابراهیم هستند و راستی ابراهیم به آنان منتقل شده است.
یک سنت رایج در ادبیات دینی مسیحی یافتن ارتباط میان افراد و وقایع عهد عتیق با زندگی عیسی است. پدران کلیسا نیز به همین شیوه زندگی و اعمال ابراهیم را تفسیر کرده‌اند. آگوستین، به عنوان مثال، ترک خانه توسط ابراهیم به فرمان خدا را مشابه پیروی حواریون از عیسی می‌دانست. تابعیت او از خدا، تا جایی که حاضر شد اسحاق را قربانی کند، از دیگر موارد از این قبیل است و مسیحیان آن را یادآور مرگ عیسی می‌دانند. آگوستین همچنین در نامه‌نگاری‌هایش با فاستوس میلوی، کاهن دین مانی، از عمل قربانی‌شدن اسحاق دفاع کرد؛ درحالی که فاستوس ابراهیم را به این دلیل فرد گناهکاری می‌دانست، آگوستین به او پاسخ داد قربانی‌شدن اسحاق امری شیطانی می‌بود، به شرط آن‌که ابراهیم از جانب خدا دستور نگرفته بود. گریگوری، اسقف نیسا در قرن چهارم، دربارهٔ آثار هنری ذبح اسحاق توسط ابراهیم می‌نویسد «بارها این اتفاق دردآور را در تصاویر دیده‌ام و هیچ‌گاه نتوانسته‌ام بدون ریزش اشک از کنار آن عبور کنم.»
یوحنا کریسوستوم، از پدران کلیسا، معتقد بود ابراهیم و ساره نیاز جنسی نداشتند، بلکه تنها خواسته آن‌ها بچه‌دار شدن پیش از مرگ بود. جروم ابراهیم را می‌ستود؛ زیرا اعتقاد داشت ابراهیم به دلیل بی‌اعتنایی‌اش به خانواده و امیال جنسی حاضر شد اسحاق را به قربانگاه ببرد. اوریجن خوانشی استعاری از سرگذشت ابراهیم داشت و معتقد بود او نباید به‌خاطر ازدواج در سنین بالا سرزنش شود؛ زیرا او واقعاً ازدواج نکرد، بلکه منظور واقعی سفر پیدایش از ازدواج ابراهیم، جستجوی او برای یافتن خرد است. آگوستین اعتقاد داشت ابراهیم و یعقوب به رابطه با کنیزان همسرانِ نازای خود بی‌میل بودند اما با آن‌ها همخواب شدند؛ زیرا می‌دانستند «بدن‌هایشان متعلق به خودشان نیست.»
در مسیحیت شرقی، دیدار ابراهیم با سه پیام‌آور را نشانه تثلیث و در مسیحیت غربی آن را با ابلاغ خبر تولد عیسی به مریم مرتبط می‌دانستند. از قرن ۱۷ به این سو، این دیدار را به عنوان الگویی برای مهمان‌نوازی تعبیر کردند. مارتین لوتر ابراهیم را مرد ایمان می‌دانست؛ زیرا تعهد کامل او به خدا بر پایه منطق نبود، بلکه از ایمان خالص سرچشمه می‌گرفت. به گفته اولریش تسوینگلی، تنها یک قوم برگزیده و یک عهد وجود دارد؛ بعد از مرگ، مسیحیان به بهشت و یهودیان به دامان ابراهیم می‌روند. فریدریش شلایرماخر می‌گوید با توجه به نظر پولس دربارهٔ ایمان ابراهیم، باید مسیحیت را یهودیتِ خالص ابراهیم که احیا شده است، محسوب کرد.
سورن کی‌یرکگور در کتاب ترس و لرز به ابراهیم و داستان ذبح اسحاق پرداخته است. او در این کتاب ضمن مقایسه قربانی‌شدن اسحاق با داستان‌های مشابه، تلاش می‌کند ایمان ابراهیم به خدا را درک کند و «وارد ذهن کسی شود که حتی حاضر بود پسر خودش را هم قربانی کند.» او می‌گوید «ابراهیم ایمان داشت که خدا اسحاق را از او طلب نخواهد کرد اما همچنین حاضر بود در صورتی که خدا اسحاق را طلب کرد، این کار را انجام دهد.» کی‌یرکگور دربارهٔ احساس ابراهیم در لحظه بالا بردن چاقو می‌نویسد که او می‌بایست به‌طور قطع آگاه باشد که درحال قربانی‌کردن اسحاق است و اگر نمی‌دانست در جایگاه پایین‌تری قرار می‌گیرد.
امانوئل کانت صراحتا ابراهیم را به دلیل تلاش برای کشتن اسحاق محکوم می‌کند: «حتی اگر خدا واقعاً با انسانی صحبت کند، آن انسان به‌طور قطع نمی‌تواند مطمئن باشد که صدا از جانب خداست؛ اما در برخی موارد، انسان می‌تواند مطمئن باشد که صدا از جانب خدا نیست؛ مثلاً اگر صدا از او بخواهد کاری برخلاف قوانین اخلاقی انجام دهد، او (انسان) باید این را توهم خودش بداند. ابراهیم می‌بایست به این صدای مثلاً الهی پاسخ می‌داد اینکه من پسر عزیزم را نخواهم کشت، قطعی است اما اینکه تو خدایی قطعی نیست.»

### اسلام

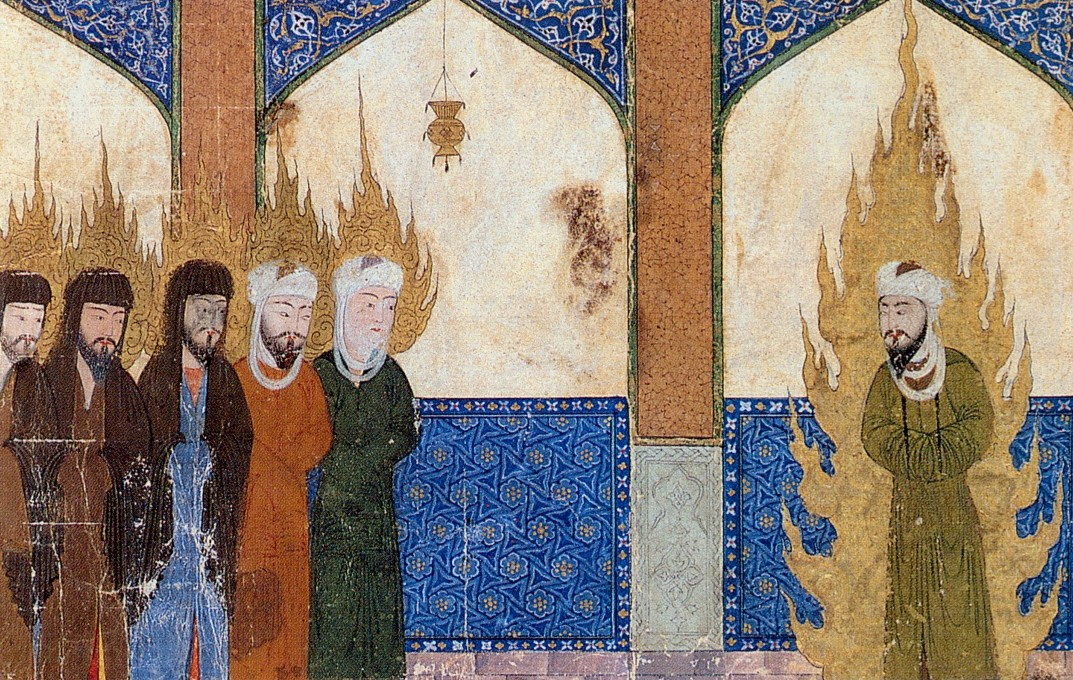
دیدار محمد (راست) با ابراهیم، موسی و عیسی در مینیاتوری ایرانی

مسلمانان ابراهیم را به عنوان شخصیت مؤسس یا اصلاح‌گر دین توحیدی پرستش خدای کعبه می‌دانند. علاوه بر قرآن، در منابع اسلامی مثل قصص الانبیاء نیز به ابراهیم پرداخته شده است. طبری محل تولد ابراهیم را کوثی و ابن بطوطه آن را برص روایت کرده است. طبری همچنین حران را محل تولد پدر ابراهیم دانسته است. در منابع اسلامی، بحث‌های زیادی دربارهٔ نام پدر ابراهیم که در تورات تارح و در قرآن آزر نامیده شده، به وجود آمده است. حدیثی از محمد، پیامبر اسلام، بر آزر به عنوان نام پدر ابراهیم تأکید کرده اما از آنجا که در حدیثی دیگر از محمد، او همه نیاکان خود را موحد نامید. مفسران گاه گفته‌اند آزر عموی ابراهیم یا جد مادری او بوده است. از آنجا که ابراهیم به «خلیل‌الله» (دوست خدا) نامیده شده، مسلمانان به حبرون، شهری که اعتقاد دارند محل دفن او در آن واقع است، الخلیل می‌گویند.
مسعودی در مروج الذهب می‌گوید ساره و لوط (که او را برادرزاده ساره معرفی کرده) اولین کسانی بودند که به ابراهیم ایمان آوردند. در روایت قرآن، ابراهیم با پرستندگان اجرام آسمانی به مجادله پرداخت. محمد بن حسن طوسی، مفسر شیعه، در این زمینه نوشته ابراهیم برای نشان دادن وحدانیت الله ابتدا به پرستش اجرام آسمانی روی آورد، اما سپس از آن‌ها رویگردانی کرد. در روایت طوسی، ابراهیم بعد از مجادله با فرمانروا و شکستن بت‌ها، به آتش انداخته می‌شود. طبری گفته در آتش ماندن ابراهیم ۴۰ یا ۵۰ روز طول کشید. به گفته فخرالدین رازی، مفسر اهل سنت، هاران برادر ابراهیم قوم را تحریک می‌کرد تا ابراهیم را در آتش اندازند. در تاریخ طبری، نمرود بعد از زنده ماندن ابراهیم، به خدای او ایمان آورد و قربانی داد. ثعلبی و طبری ساره را دختر فرمانروای حران معرفی کرده‌اند که بعد از بیزاری از دین پدرانش، با ابراهیم ازدواج کرد. برخلاف تورات که ساره را خواهر ابراهیم از مادری دیگر معرفی کرده، در منابع اسلامی مثل ابن قتیبه و طبری، او را دختر عمو یا دختر عموزاده ابراهیم دانسته‌اند. طباطبایی، مفسر شیعه، ازدواج ابراهیم با خواهرش در تورات را درست نمی‌داند و همچنین می‌گوید حتی «ابراهیم اگر پیامبر نبود و فردی عادی بود، از ناموسش برای کسب درآمد استفاده نمی‌کرد.»
در صحیح بخاری، کتاب حدیثی اهل سنت، حدیثی به محمد منسوب است که ابراهیم تنها سه بار دروغ گفت؛ دو بار دربارهٔ ذات خدا و وحدانیت او و یک بار دربارهٔ ساره که او را خواهر خودش معرفی کرد. در همین حدیث گفته شده که ابراهیم و ساره تنها مسلمانان روی زمین بودند؛ لذا ساره «خواهر دینی» ابراهیم هم بود. زمانی که ساره نزد پادشاه برده شد، وی چنان او را شیفته شد که دستش را به سویش دراز کرد اما دستش خشک شد و از ساره خواست که از خدا بخواهد دستش را باز کند. ساره چنین کرد و این اتفاق سه بار تکرار شد تا اینکه پادشاه تصمیم گرفت ساره را از کشورش بیرون کند و هاجر را هم به او ببخشد. طباطبایی، مفسر شیعه، با صحت این حدیث مخالف است. کلینی، محدث شیعه، به نقل از جعفر صادق، ششمین امام شیعه، می‌گوید ابراهیم بعد از خروج از کشور نمرود، صندوقی ساخت و ساره را درون آن گذاشت و درهای آن را از همه طرف بست. سپس وارد کشور پادشاهی به نام عزاره شد. وقتی مأمور مالیات آن کشور با ابراهیم روبرو شد، اموالش را گشت تا اینکه به آن صندوق رسید. ابراهیم مایل نبود در صندوق را باز کند تا او ساره را ببیند؛ نتیجتاً، او را گفت که فرض کن این صندوق حاوی طلا و نقره است و من مالیاتش را می‌دهم. مأمور نپذیرفت و ابراهیم به ناچار صندوق را گشود. از ابراهیم پرسید چرا او را در صندوق کرده‌ای؟ ابراهیم پاسخ داد غیرتم اجازه نمی‌دهد نامحرمان او را ببینند. مأمور خشمگین شد و پیکی نزد پادشاه فرستاد. نهایتاً، ابراهیم را با صندوق به دربار بردند و آنجا به دستور پادشاه ساره را از صندوق بیرون آوردند. پادشاه با دیدن ساره شیفته او شد و به سویش دست دراز کرد اما دستش خشک شد. ابراهیم از خدا درخواست کرد دست او را آزاد کند. این اتفاق سه بار رخ داد، تا اینکه در آخر پادشاه به ابراهیم و ساره گفت از کشورش بیرون روند و همچنین هاجر را نیز به آنان بخشید.
مسلمانان ساره را خواهر ناتنی ابراهیم نمی‌دانند. در روایتی آمده است که ساره دخترخالهٔ ابراهیم بود و بعد با او ازدواج کرد.
در روایات اسلامی دربارهٔ نام پسر قربانی ابراهیم، با توجه به اینکه قرآن نامش را مشخص نکرده، اختلاف نظر وجود دارد. برخی چون ابن قتیبه، ابن مسعود و غیره او را اسحاق و برخی چون محمد بن حسن طوسی و فخرالدین رازی، اسماعیل دانسته‌اند. در احادیث منسوب به امامان شیعه امامی، اسماعیل ذبیح معرفی شده است. طبری، قطوره همسر سوم ابراهیم را از کنعانیان یا اعراب معرفی کرده است. همچنین از زن دیگری به نام حجور نیز یاد کرده‌اند و گفته‌اند از او صاحب پنج پسر شد. روایت مرگ ابراهیم و محل دفن او نیز تقریباً آنچه در تورات وجود دارد، شباهت دارد. به گفته ابن هشام، سیره نویس اهل سنت، تا قبل از فتح مکه توسط محمد، ابراهیم و اسماعیل از خدایان کعبه بودند و پرستیده می‌شدند و محمد بت‌های آنان را شکست. ثعلبی ابراهیم را مردی سخاوتمند و مهمان‌نواز توصیف کرده است. غزالی، متکلم اشعری، در قیاسی ارسطویی، از گفتگوی ابراهیم با نمرود در قرآن برای اثبات الله استفاده می‌کند: «[خدا آن است که بر طلوع خورشید مسلط است.] این قدرت در اختیار خدای من است. پس خدای من خداست.» قاضی عبدالجبار، متکلم معتزلی، اعتقاد داشت خدا به ابراهیم نگفته بود فرزندش را قربانی کند، بلکه او رویایش را با فرمان الهی اشتباه گرفته بود. به گفته فارابی، فیلسوف مسلمان، ابراهیم به همراه محمد و موسی بدان دلیل به بالاترین مرتبه نبوت رسیدند که در علم و فلسفه سرآمد بودند؛ این برداشتی مشابه شهریاران فیلسوف افلاطون است.
یکی از اختلاف‌های اصلی بین اسلام و یهودیت در مسئله ارث بردن اسماعیل از ابراهیم است. بعضی از مسلمانان عقیده دارند دلیلی که در دین یهودیت امروزی نسل از طریق مادر و نه از طریق پدر منتقل می‌شود، توجیه وارث ندانستن اسماعیل است. به‌طور کلی دید متون یهودی نسبت به اسماعیل بسیار منفی است. همچنین مسلمانان عقیده دارند چون خدا وعدهٔ ارض موعود را به فرزندان ابراهیم می‌دهد و در زمان مرگ ابراهیم، اسحاق و اسماعیل هر دو فرزند او خوانده می‌شوند، زندگی فرزندان اسماعیل در آن منطقه نیز این عهد را برآورده می‌کند.

### بهائیت
ابراهیم در بهائیت یکی از مظاهر ظهور و نیای دین توحیدی به حساب می‌آید. در نوشته‌های بهائیان نیز او را مانند منابع اسلامی «خلیل‌الله» نامیده‌اند. بهائیان معتقد هستند ابراهیم جد بهاءالله (از طریق قطوره، همسر سوم ابراهیم) و باب بوده است. عبدالبهاء تبعید بهاءالله را با سفرهای ابراهیم مقایسه کرده است.

## در هنر و ادب
مولوی
پا کوفت خلیل‌الله در آتش نمرودی
تا حلق ذبیح‌الله بر تیغ بلا کوبد

سعدی
دگر به روی کسم دیده بر نمی‌باشد
خلیل من همه بت‌های آزری بشکست

در ادبیات عبری قرون وسطی معمولاً از مطالب مربوط به ابراهیم در میدراش برای خلق آثار ادبی دربارهٔ او استفاده می‌شد. آدولف یلینیک، ربی اتریشی، سه داستان در این سبک را گردآوری کرده که البته در آن‌ها عناصری هم یافت می‌شود که با میدراش متفاوت است. دو مضمون اصلی این داستان‌ها شهید بودن ابراهیم و اولین یکتاپرست بودن اوست. گفته شده نمرود دستور داد تمام نوزادانی که در روز تولد ابراهیم متولد شده را بکشند و به همین دلیل ابراهیم را در غاری گذاشتند؛ جبرئیل از او پرستاری کرد و طی چند روز توانست راه برود و صحبت کند. در سفر یاشر، کتابی عبری از قرون وسطی، نویسنده علاوه بر قصه‌های میدراش و داستان‌های مرسوم، مطالبی را هم خودش اضافه کرده است. سفر یتزیرا به ابراهیم منسوب است که عارفان یهودی فکر می‌کردند می‌توانند با استفاده از آن گولم بسازند. در نمایش‌های کرامات قرون وسطی و آثار رنسانسی چون رموز عهد عتیق و درام‌های دینی ایتالیایی نیز به ابراهیم پرداخته شده است. در دوران مدرن نخستین چندین نمایشنامه با محوریت ابراهیم خلق شد که از جمله آن‌ها هاجر در بیابان (۱۷۸۱) از کومته دو ژنلی فرانسوی و هاجر (۱۸۴۸) از آیزاک دا کوستای هلندی است. ابراهیم در شکل‌گیری جهان از موشه بن مردخای زاکوتو نیز حضور دارد که یکی از اولین نمایشنامه‌ها به زبان عبری است.
ابراهیم همچنین در نقاشی، مجسمه‌سازی، نسخه‌های خطی مصور و موزائیک‌های منقش نیز مورد توجه بوده است. در هنر مسیحی معمولاً او را پیرمردی با ریش‌های سفید و چاقویی در دست نمایانده‌اند و در نقاشی اسلامی مثل مینیاتورهای قصص الانبیاء نیز حضور پررنگی داشته است. نقوشی از سرگذشت او بر موزائیک‌های باسیلیکای قرن پنجمی سنتاماریا مجیوره، در نسخه خطی قرن ششمی پیدایش وین، موزائیک‌های قرن ششم راونا، بر روی درهای برنزی سن زنو در ورونا، قربانگاه وردون، فرسکوهای سن ساوین و درهای برنزی تعمیدگاه فلورانس وجود دارد. ملاقات ابراهیم با ملکیصدق، دیدارش با سه پیام‌آور و قربانی‌کردن اسحاق توسط او بیش از سایر اتفاقات مورد علاقه هنرمندان مسیحی بوده‌اند. نقاشانی چون رامبرانت، موریلو و تیه‌پولوها (جامباتیستا و پسرش جووانی) از جمله نقاشان غربی هستند که سرگذشت ابراهیم را به تصویر کشیده‌اند. هنرمندان یهودی بیشتر به قربانی‌شدن اسحاق توجه نشان داده‌اند و قدیمی‌ترین آثارِ موجود دیوارنگاره‌های قرن سومی دورا اروپوس هستند. میان هنرمندان معاصر یهودی، مارک شاگال نقاشی‌های زیادی با محوریت ابراهیم به جا گذاشته است.
قدیمی‌ترین آثار سینمایی دربارهٔ ابراهیم، فیلم‌های کوتاه صامت بودند. در فیلم‌های فرانسوی‌زبان قربانی ابراهیم (۱۹۱۱) و قربانی اسماعیل (۱۹۱۲) به ترتیب به ذبح اسحاق و بیرون انداختن هاجر و اسماعیل پرداخته شده است. ابراهیم در یکی از سکانس‌های مراتع سرسبز (۱۹۳۶) ظاهر می‌شود. اولین فیلم مهمی که به سرگذشت ابراهیم پرداخته، کتاب مقدس (۱۹۶۶) از جان هیوستون است. در فیلم سه ساعته ابراهیم (۱۹۹۳)، ریچارد هریس نقش ابراهیم را بازی می‌کند. علاوه بر آثاری که از سفر پیداش اقتباس شده‌اند، چند فیلم نیز بر اساس دیدگاه اسلامی ساخته شده و فیلم ایرانی ابراهیم خلیل‌الله (۱۳۸۳) یکی از آن‌هاست. ابراهیم در فیلم کمدی سال یکم (۲۰۰۹) نیز حضور دارد که در آن، دو انسان اولیه زمانی‌که ابراهیم مشغول قربانی‌کردن اسحاق است، با او روبرو می‌شوند؛ ابراهیم که خجالت‌زده شده، به آنان توضیح می‌دهد که او و اسحاق مشغول بازی کردن هستند. دو قسمت از بزرگ‌ترین قهرمانان کتاب مقدس (۱۹۷۹) دربارهٔ ابراهیم است. ابراهیم جوان (۲۰۱۱) انیمیشنی دربارهٔ ابراهیم است که داستان آن با استفاده از متون میدراش تهیه شده است.
در موسیقی نیز بسیار به ابراهیم پرداخته شده است. هاجر (۱۶۷۱) از جووانی باتیستا ویتالی، ابیملک (۱۷۶۸) از ساموئل آرنولد، ابراهیم (۱۸۶۰) از برنهارد مولیک، ابراهیم و اسحاق (۱۹۵۲) از بنجامین بریتن، ابراهیم و اسحاق (۱۹۶۳) از ایگور استراوینسکی، ابراهیم: کنسرتویی برای امید (۲۰۰۵) از رکسانا پانوفنیک و «دختر ابراهیم» (۲۰۱۲) که موسیقی متن فیلم بازی‌های گرسنگی بود، از جمله این آثار هستند. «سفر ابراهیم به کشوری جدید» سرودی روحانی است که کارولین گیلته آن را برای پناهجویان نوشته است. ابراهیم و اسحاق (۱۷۷۶) اوراتوریویی از یوزف میسلیوچک است که موتسارت در وصف آن در نامه‌ای نوشته که «همه مونیخ دربارهٔ آن صحبت می‌کنند.» اولین ترانه فرانتس شوبرت «شکایت هاجر» (۱۸۱۱) نام دارد. جوانی ابراهیم (۱۹۲۲) اپرایی از موسیقی‌دان یهودی روس میخائیل گنیسین است.

## شجره‌نامه
|      |      |              |              |              |              |              |              |         |         |         |         |            |            |            |            | تارح       |            |      |      |      |      |                                                                     |                                                                     |                                                                     |                                                                     |                                                                     |                                                                     |  |  |                |                |                |                |                |                |       |       |                  |                  |                  |                  |                  |                  |         |         |                      |                      |                      |                      |                      |                      |            |            |            |            |  |  |
|      |      |              |              |              |              |              |              |         |         |         |         |            |            |            |            |            |            |      |      |      |      |                                                                     |                                                                     |                                                                     |                                                                     |                                                                     |                                                                     |  |  |                |                |                |                |                |                |       |       |                  |                  |                  |                  |                  |                  |         |         |                      |                      |                      |                      |                      |                      |            |            |            |            |  |  |
|      |      |              |              |              |              |              |              |         |         |         |         |            |            |            |            |            |            |      |      |      |      |                                                                     |                                                                     |                                                                     |                                                                     |                                                                     |                                                                     |  |  |                |                |                |                |                |                |       |       |                  |                  |                  |                  |                  |                  |         |         |                      |                      |                      |                      |                      |                      |            |            |            |            |  |  |
| ساره | ساره | ساره         | ساره         | ساره         | ساره         |              |              | ابراهیم | ابراهیم | ابراهیم | ابراهیم | ابراهیم    | ابراهیم    |            |            | هاجر       | هاجر       | هاجر | هاجر | هاجر | هاجر |                                                                     |                                                                     |                                                                     |                                                                     |                                                                     |                                                                     |  |  |                |                |                |                |                |                |       |       |                  |                  |                  |                  | هاران            | هاران            | هاران   | هاران   | هاران                | هاران                |                      |                      |                      |                      |            |            |            |            |  |  |
| ساره | ساره | ساره         | ساره         | ساره         | ساره         |              |              | ابراهیم | ابراهیم | ابراهیم | ابراهیم | ابراهیم    | ابراهیم    |            |            | هاجر       | هاجر       | هاجر | هاجر | هاجر | هاجر |                                                                     |                                                                     |                                                                     |                                                                     |                                                                     |                                                                     |  |  |                |                |                |                |                |                |       |       |                  |                  |                  |                  | هاران            | هاران            | هاران   | هاران   | هاران                | هاران                |                      |                      |                      |                      |            |            |            |            |  |  |
|      |      |              |              |              |              |              |              |         |         |         |         |            |            |            |            |            |            |      |      |      |      |                                                                     |                                                                     | ناحور                                                               |                                                                     |                                                                     |                                                                     |  |  |                |                |                |                |                |                |       |       |                  |                  |                  |                  |                  |                  |         |         |                      |                      |                      |                      |                      |                      |            |            |            |            |  |  |
|      |      |              |              |              |              |              |              |         |         |         |         |            |            |            |            |            |            |      |      |      |      |                                                                     |                                                                     |                                                                     |                                                                     |                                                                     |                                                                     |  |  |                |                |                |                |                |                |       |       |                  |                  |                  |                  |                  |                  |         |         |                      |                      |                      |                      |                      |                      |            |            |            |            |  |  |
|      |      |              |              |              |              |              |              |         |         |         |         | اسماعیل    | اسماعیل    | اسماعیل    | اسماعیل    | اسماعیل    | اسماعیل    |      |      |      |      |                                                                     |                                                                     |                                                                     |                                                                     |                                                                     |                                                                     |  |  |                |                |                |                | ملکه           | ملکه           | ملکه  | ملکه  | ملکه             | ملکه             |                  |                  | لوط              | لوط              | لوط     | لوط     | لوط                  | لوط                  |                      |                      | یسکه                 | یسکه                 | یسکه       | یسکه       | یسکه       | یسکه       |  |  |
|      |      |              |              |              |              |              |              |         |         |         |         | اسماعیل    | اسماعیل    | اسماعیل    | اسماعیل    | اسماعیل    | اسماعیل    |      |      |      |      |                                                                     |                                                                     |                                                                     |                                                                     |                                                                     |                                                                     |  |  |                |                |                |                | ملکه           | ملکه           | ملکه  | ملکه  | ملکه             | ملکه             |                  |                  | لوط              | لوط              | لوط     | لوط     | لوط                  | لوط                  |                      |                      | یسکه                 | یسکه                 | یسکه       | یسکه       | یسکه       | یسکه       |  |  |
|      |      |              |              |              |              |              |              |         |         |         |         |            |            |            |            |            |            |      |      |      |      |                                                                     |                                                                     |                                                                     |                                                                     |                                                                     |                                                                     |  |  |                |                |                |                |                |                |       |       |                  |                  |                  |                  |                  |                  |         |         |                      |                      |                      |                      |                      |                      |            |            |            |            |  |  |
|      |      |              |              |              |              |              |              |         |         |         |         |            |            |            |            |            |            |      |      |      |      |                                                                     |                                                                     |                                                                     |                                                                     |                                                                     |                                                                     |  |  |                |                |                |                |                |                |       |       |                  |                  |                  |                  |                  |                  |         |         |                      |                      |                      |                      |                      |                      |            |            |            |            |  |  |
|      |      |              |              |              |              |              |              |         |         |         |         | بنی‌اسماعیل | بنی‌اسماعیل | بنی‌اسماعیل | بنی‌اسماعیل | بنی‌اسماعیل | بنی‌اسماعیل |      |      |      |      | هفت پسر                                                             | هفت پسر                                                             | هفت پسر                                                             | هفت پسر                                                             | هفت پسر                                                             | هفت پسر                                                             |  |  | بتوئیل         | بتوئیل         | بتوئیل         | بتوئیل         | بتوئیل         | بتوئیل         |       |       | نخستین دختر      | نخستین دختر      | نخستین دختر      | نخستین دختر      | نخستین دختر      | نخستین دختر      |         |         |                      |                      |                      |                      | دومین دختر           | دومین دختر           | دومین دختر | دومین دختر | دومین دختر | دومین دختر |  |  |
|      |      |              |              |              |              |              |              |         |         |         |         | بنی‌اسماعیل | بنی‌اسماعیل | بنی‌اسماعیل | بنی‌اسماعیل | بنی‌اسماعیل | بنی‌اسماعیل |      |      |      |      | هفت پسر                                                             | هفت پسر                                                             | هفت پسر                                                             | هفت پسر                                                             | هفت پسر                                                             | هفت پسر                                                             |  |  | بتوئیل         | بتوئیل         | بتوئیل         | بتوئیل         | بتوئیل         | بتوئیل         |       |       | نخستین دختر      | نخستین دختر      | نخستین دختر      | نخستین دختر      | نخستین دختر      | نخستین دختر      |         |         |                      |                      |                      |                      | دومین دختر           | دومین دختر           | دومین دختر | دومین دختر | دومین دختر | دومین دختر |  |  |
|      |      |              |              |              |              |              |              |         |         |         |         |            |            |            |            |            |            |      |      |      |      |                                                                     |                                                                     |                                                                     |                                                                     |                                                                     |                                                                     |  |  |                |                |                |                |                |                |       |       |                  |                  |                  |                  |                  |                  |         |         |                      |                      |                      |                      |                      |                      |            |            |            |            |  |  |
|      |      |              |              |              |              |              |              |         |         |         |         |            |            |            |            |            |            |      |      |      |      |                                                                     |                                                                     |                                                                     |                                                                     |                                                                     |                                                                     |  |  |                |                |                |                |                |                |       |       |                  |                  |                  |                  |                  |                  |         |         |                      |                      |                      |                      |                      |                      |            |            |            |            |  |  |
|      |      | اسحاق        | اسحاق        | اسحاق        | اسحاق        | اسحاق        | اسحاق        |         |         | ربه‌کا   | ربه‌کا   | ربه‌کا      | ربه‌کا      | ربه‌کا      | ربه‌کا      |            |            |      |      |      |      |                                                                     |                                                                     |                                                                     |                                                                     |                                                                     |                                                                     |  |  |                |                | لابان          | لابان          | لابان          | لابان          | لابان | لابان |                  |                  | موآبیان          | موآبیان          | موآبیان          | موآبیان          | موآبیان | موآبیان |                      |                      | بنی‌عمون              | بنی‌عمون              | بنی‌عمون              | بنی‌عمون              | بنی‌عمون    | بنی‌عمون    |            |            |  |  |
|      |      | اسحاق        | اسحاق        | اسحاق        | اسحاق        | اسحاق        | اسحاق        |         |         | ربه‌کا   | ربه‌کا   | ربه‌کا      | ربه‌کا      | ربه‌کا      | ربه‌کا      |            |            |      |      |      |      |                                                                     |                                                                     |                                                                     |                                                                     |                                                                     |                                                                     |  |  |                |                | لابان          | لابان          | لابان          | لابان          | لابان | لابان |                  |                  | موآبیان          | موآبیان          | موآبیان          | موآبیان          | موآبیان | موآبیان |                      |                      | بنی‌عمون              | بنی‌عمون              | بنی‌عمون              | بنی‌عمون              | بنی‌عمون    | بنی‌عمون    |            |            |  |  |
|      |      |              |              |              |              |              |              |         |         |         |         |            |            |            |            |            |            |      |      |      |      |                                                                     |                                                                     |                                                                     |                                                                     |                                                                     |                                                                     |  |  |                |                |                |                |                |                |       |       |                  |                  |                  |                  |                  |                  |         |         |                      |                      |                      |                      |                      |                      |            |            |            |            |  |  |
|      |      |              |              |              |              |              |              |         |         |         |         |            |            |            |            |            |            |      |      |      |      |                                                                     |                                                                     |                                                                     |                                                                     |                                                                     |                                                                     |  |  |                |                |                |                |                |                |       |       |                  |                  |                  |                  |                  |                  |         |         |                      |                      |                      |                      |                      |                      |            |            |            |            |  |  |
|      |      | عیسو         | عیسو         | عیسو         | عیسو         | عیسو         | عیسو         |         |         | یعقوب   | یعقوب   | یعقوب      | یعقوب      | یعقوب      | یعقوب      |            |            |      |      |      |      |                                                                     |                                                                     |                                                                     |                                                                     |                                                                     |                                                                     |  |  |                |                |                |                |                |                |       |       |                  |                  |                  |                  |                  |                  |         |         |                      |                      |                      |                      | راحل                 | راحل                 | راحل       | راحل       | راحل       | راحل       |  |  |
|      |      | عیسو         | عیسو         | عیسو         | عیسو         | عیسو         | عیسو         |         |         | یعقوب   | یعقوب   | یعقوب      | یعقوب      | یعقوب      | یعقوب      |            |            |      |      |      |      |                                                                     |                                                                     |                                                                     |                                                                     |                                                                     |                                                                     |  |  |                |                |                |                |                |                |       |       |                  |                  |                  |                  |                  |                  |         |         |                      |                      |                      |                      | راحل                 | راحل                 | راحل       | راحل       | راحل       | راحل       |  |  |
|      |      |              |              |              |              |              |              |         |         |         |         |            |            |            |            |            |            |      |      |      |      |                                                                     |                                                                     |                                                                     |                                                                     |                                                                     |                                                                     |  |  |                |                |                |                |                |                |       |       |                  |                  |                  |                  | بلحه             |                  |         |         |                      |                      |                      |                      |                      |                      |            |            |            |            |  |  |
|      |      |              |              |              |              |              |              |         |         |         |         |            |            |            |            |            |            |      |      |      |      |                                                                     |                                                                     |                                                                     |                                                                     |                                                                     |                                                                     |  |  |                |                |                |                |                |                |       |       |                  |                  |                  |                  |                  |                  |         |         |                      |                      |                      |                      |                      |                      |            |            |            |            |  |  |
|      |      | پادشاهی ادوم | پادشاهی ادوم | پادشاهی ادوم | پادشاهی ادوم | پادشاهی ادوم | پادشاهی ادوم |         |         |         |         |            |            |            |            |            |            |      |      |      |      |                                                                     |                                                                     |                                                                     |                                                                     |                                                                     |                                                                     |  |  |                |                |                |                | زلفه           | زلفه           | زلفه  | زلفه  | زلفه             | زلفه             |                  |                  |                  |                  |         |         |                      |                      |                      |                      |                      |                      |            |            |            |            |  |  |
|      |      |              | پادشاهی ادوم | پادشاهی ادوم | پادشاهی ادوم | پادشاهی ادوم | پادشاهی ادوم |         |         |         |         |            |            |            |            |            |            |      |      |      |      |                                                                     |                                                                     |                                                                     |                                                                     |                                                                     |                                                                     |  |  |                |                |                |                | زلفه           | زلفه           | زلفه  | زلفه  | زلفه             | زلفه             |                  |                  |                  |                  |         |         |                      |                      |                      |                      |                      |                      |            |            |            |            |  |  |
|      |      |              |              |              |              |              |              |         |         |         |         |            |            |            |            |            |            |      |      |      |      |                                                                     |                                                                     |                                                                     |                                                                     | لیه                                                                 |                                                                     |  |  |                |                |                |                |                |                |       |       |                  |                  |                  |                  |                  |                  |         |         |                      |                      |                      |                      |                      |                      |            |            |            |            |  |  |
|      |      |              |              |              |              |              |              |         |         |         |         |            |            |            |            |            |            |      |      |      |      |                                                                     |                                                                     |                                                                     |                                                                     |                                                                     |                                                                     |  |  |                |                |                |                |                |                |       |       |                  |                  |                  |                  |                  |                  |         |         |                      |                      |                      |                      |                      |                      |            |            |            |            |  |  |
|      |      |              |              |              |              |              |              |         |         |         |         |            |            |            |            |            |            |      |      |      |      |                                                                     |                                                                     |                                                                     |                                                                     |                                                                     |                                                                     |  |  |                |                |                |                |                |                |       |       |                  |                  |                  |                  |                  |                  |         |         |                      |                      |                      |                      |                      |                      |            |            |            |            |  |  |
|      |      |              |              |              |              |              |              |         |         |         |         |            |            |            |            |            |            |      |      |      |      | ۱. رئوبن ۲. شمعون ۳. لاوی ۴. یهودا ۹. یساکار ۱۰. زبولون دینه (دختر) | ۱. رئوبن ۲. شمعون ۳. لاوی ۴. یهودا ۹. یساکار ۱۰. زبولون دینه (دختر) | ۱. رئوبن ۲. شمعون ۳. لاوی ۴. یهودا ۹. یساکار ۱۰. زبولون دینه (دختر) | ۱. رئوبن ۲. شمعون ۳. لاوی ۴. یهودا ۹. یساکار ۱۰. زبولون دینه (دختر) | ۱. رئوبن ۲. شمعون ۳. لاوی ۴. یهودا ۹. یساکار ۱۰. زبولون دینه (دختر) | ۱. رئوبن ۲. شمعون ۳. لاوی ۴. یهودا ۹. یساکار ۱۰. زبولون دینه (دختر) |  |  | ۷. جاد ۸. اشیر | ۷. جاد ۸. اشیر | ۷. جاد ۸. اشیر | ۷. جاد ۸. اشیر | ۷. جاد ۸. اشیر | ۷. جاد ۸. اشیر |       |       | ۵. دان ۶. نفتالی | ۵. دان ۶. نفتالی | ۵. دان ۶. نفتالی | ۵. دان ۶. نفتالی | ۵. دان ۶. نفتالی | ۵. دان ۶. نفتالی |         |         | ۱۱. یوسف ۱۲. بنیامین | ۱۱. یوسف ۱۲. بنیامین | ۱۱. یوسف ۱۲. بنیامین | ۱۱. یوسف ۱۲. بنیامین | ۱۱. یوسف ۱۲. بنیامین | ۱۱. یوسف ۱۲. بنیامین |            |            |            |            |  |  |